# Peinture baroque
La peinture baroque est liée au mouvement culturel baroque qui marque l'Europe, essentiellement au fil des XVIIe et XVIIIe siècles. Elle est considérée dans l'histoire de l'art comme l'époque tout juste postérieure à la peinture de la Renaissance. Ses représentants les plus fameux viennent d'Italie et des Pays-Bas, comme Caravage ou Rubens, mais parfois aussi d'autres pays européens comme la France ou l'Espagne.
La peinture baroque se caractérise par le mouvement, le trompe-l'œil, le naturalisme et le néo-classicisme. Ses racines et ses origines se situent en Italie à la fin du XVIe siècle. La peinture devient de plus en plus fonctionnelle au XVIIe siècle, soit utilisée par l’Église catholique au service du mouvement de la Contre-Réforme, soit de manière programmatique par les tribunaux absolutistes pour glorifier les monarques. La peinture sur panneau devient un objet de collection de plus en plus populaire auprès des nobles, des rois, des courtisans et de la bourgeoisie en voie d'émancipation.

## L'art baroque comme expression du pouvoir

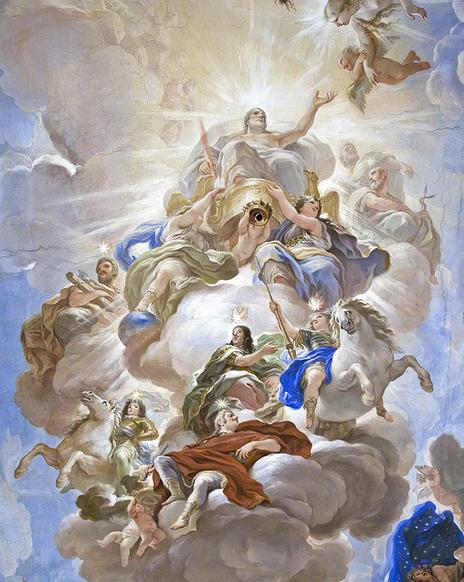
L'apothéose des Médicis de Luca Giordano (palais Medici-Riccardi, Florence) : l'art baroque de Giordano exprime tout le pouvoir d'une illustre famille, aussi bien d'un point de vue politique que religieux.

Le Concile de Trente (1545-1563), au cours duquel l’Église catholique romaine doit répondre à des questions de réforme interne soulevées tant par les protestants que par ses propres membres, encourage la création artistique comme support de dévotion mais également comme outil d'enseignement. Le Concile affirme que les œuvres doivent illustrer la doctrine sans la trahir, tout en reconnaissant l'utilité des représentations imagées d'éléments doctrinaires pour une masse peu instruite. L'art de l'époque se concentre donc sur les saints, la Vierge Marie et sur des épisodes bien connus de la Bible : il est affirmé comme devant constituer l'expression du pouvoir religieux, et en l'occurrence du pouvoir catholique romain. Cette conception populiste[réf. nécessaire] du rôle de l'art sacré est vue par beaucoup d’historiens d’art comme l’un des éléments ayant conduit aux innovations de Caravage et des frères Carracci qui officient à Rome vers 1600 et qui s'y font concurrence pour obtenir des commandes. La ville se trouve d'ailleurs bouleversée par cette ébullition artistique : plus de la moitié des églises de Rome se trouve restaurée, modifiée ou redécorée entre 1560 et 1660.
En opposition explicite à l'approche protestante de la religiosité, dans une logique doctrinaire souvent qualifiée de « Contre-Réforme », l'Église catholique met en avant une liturgie faite de théâtralité solennelle qui doit s'exprimer à travers toutes les formes artistiques et en particulier la sculpture, l'architecture et la peinture. Le rôle de la peinture, singulièrement, consiste à proposer des effets d'illusion en écho aux deux autres formes artistiques.
Bien que venu de Rome, l'art baroque se répand ensuite partout en Europe, notamment dans les villes et souvent au profit des familles princières qui y voient une occasion d'afficher tout le faste de leur rang ; cet art constitue donc une traduction visuelle de l'idée de pouvoir, aussi bien politique que religieux.
Le terme d'« art baroque » n'est pas contemporain du XVIIe siècle : il apparaît plus tard chez des théoriciens de l'art qui emploient alors le terme de manière dépréciative.

## Caractéristiques

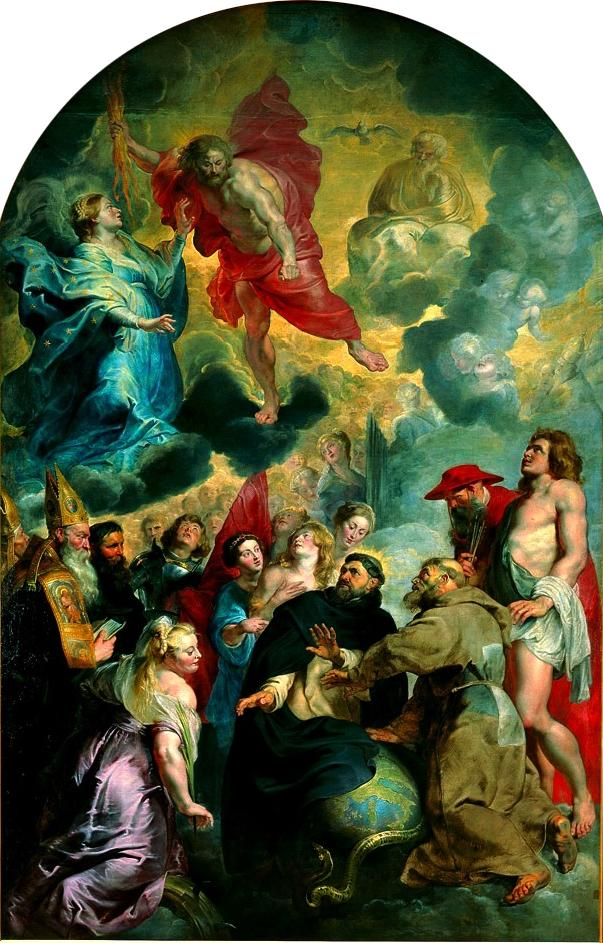
Saint Dominique et saint François préservant le monde de la colère du Christ de Pierre-Paul Rubens, vers 1618-1620, musée des beaux-arts de Lyon.

Par opposition à la peinture de la Renaissance qui montre habituellement le moment précédant un événement important, les artistes baroques choisissent le point le plus dramatique, le moment où l'action se produit. L’art baroque est réputé pour évoquer l’émotion et la passion et non la rationalité et le calme qui se dégage de la peinture de la Renaissance[réf. souhaitée].
Au niveau de la composition picturale, la peinture baroque se caractérise tout d'abord par l'utilisation de nombreuses couleurs chaudes et vives qui vont du rose au blanc en passant par le bleu. D'autre part, les contrastes sont très présents, avec des jeux de lumière et d'ombre qui peuvent notamment être utilisés pour mettre en avant la masse musculaire de l’homme. En opposition avec l'approche typique de la Renaissance, qui a un éclairage de la toile uniforme, l’éclairage de la toile baroque se fait par taches. Cette technique attire l'attention sur certaines zones et en laisse d’autres dans la pénombre (utilisation du clair-obscur).
Toujours dans un esprit de contradiction avec la Renaissance, la toile baroque donne des expressions faciales aux personnages présents sur la toile pour faire passer des sentiments. Elle représente aussi principalement une asymétrie (l’action principale n’est pas nécessairement au centre). Les lignes de force de la toile ne sont plus uniquement horizontales ou verticales mais également obliques ou courbes, ce qui a pour effet de donner une position instable aux personnages et une impression de mouvement. Cet effet de mouvement est exprimé par une profusion de vêtements soulevés ou agités par le vent ; le choix des costumes fait souvent référence à l’antiquité. Des étoffes sont également disposées comme des rideaux pour faire une théâtralisation de la scène.
Le baroque s’oppose donc de diverses façons à la Renaissance : c’est une période de rupture qui veut représenter le changement. Les œuvres baroques se différencient par leur intérêt pour le changement, le mouvement, l’instabilité des choses.
« La lumière, traversant la lentille et impressionnant l’émulsion sur la pellicule, ne parvient à reproduire qu’un aspect du mouvement. Mais le mouvement est une suite ininterrompue d’attitudes : le cinéma au ralenti l’a révélé. L’esprit de l’artiste baroque saisit ces aspects successifs et les condense en une seule image  »
— P. Charprentrat, L’art baroque, Vendôme, Imprimerie des presses universitaires de France,1967.
Les peintres baroques abordent généralement des thèmes artistiques tirés des légendes et contes bibliques ou mythologiques. Cependant, bien que la peinture religieuse, la peinture d'histoire, les allégories et les portraits soient considérés comme les sujets les plus nobles, le paysage et les scènes de genre sont également très répandus.

## En Italie
Des précurseurs importants datent du XVIe siècle et sont actifs à Venise : Titien anticipe le style baroque avec une composition diagonale et des effets de lumière en mouvement dès 1520 dans sa Madonna di Ca' Pesaro, et Paul Véronèse le goût baroque pour le spectaculaire avec ses compositions avec de nombreuses figures.
Vers 1600, Le Caravage et Annibale Carracci initient à Rome deux tendances opposées qui vont dominer la peinture baroque italienne du siècle à venir : le Caravage, un naturalisme provocateur en clair-obscur et en vision rapprochée, et Carracci, un classicisme baroque, notamment avec les fresques de la galerie Farnèse. Dans les années 1630, à la suite de Carracci, une fête « classique » d'Andrea Sacchi et une fête « baroque » explosive de Pierre de Cortone se font face dans les fresques du palais Barberini.
À la fin du XVIe siècle, l'illusionnisme atteint son paroxysme dans la peinture du plafond de l'église Saint-Ignace-de-Loyola (Rome) d'Andrea Pozzo: l'architecture se poursuit en perspective dans la fresque et s'ouvre sur le ciel ouvert, peuplé de nombreux personnages.

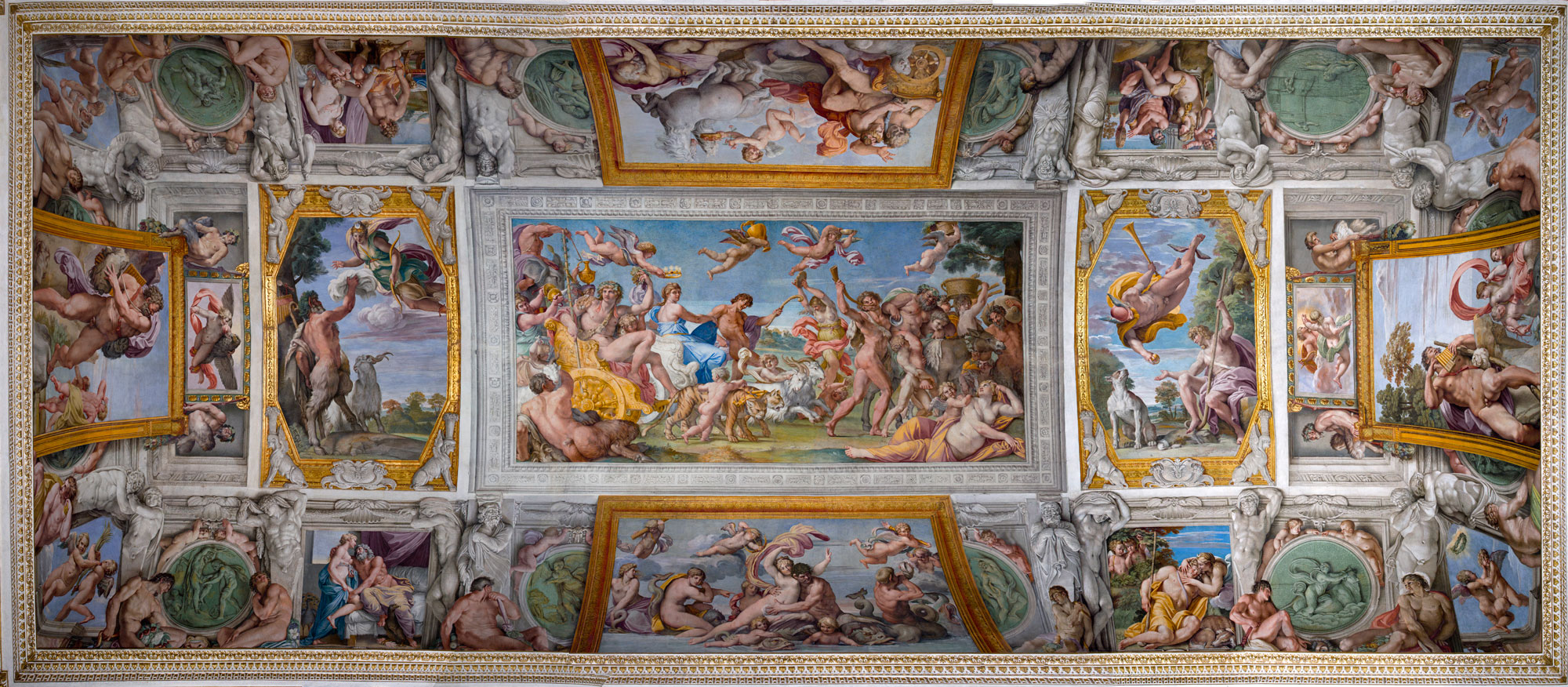
Annibale Carracci, plafond de la galerie Farnèse
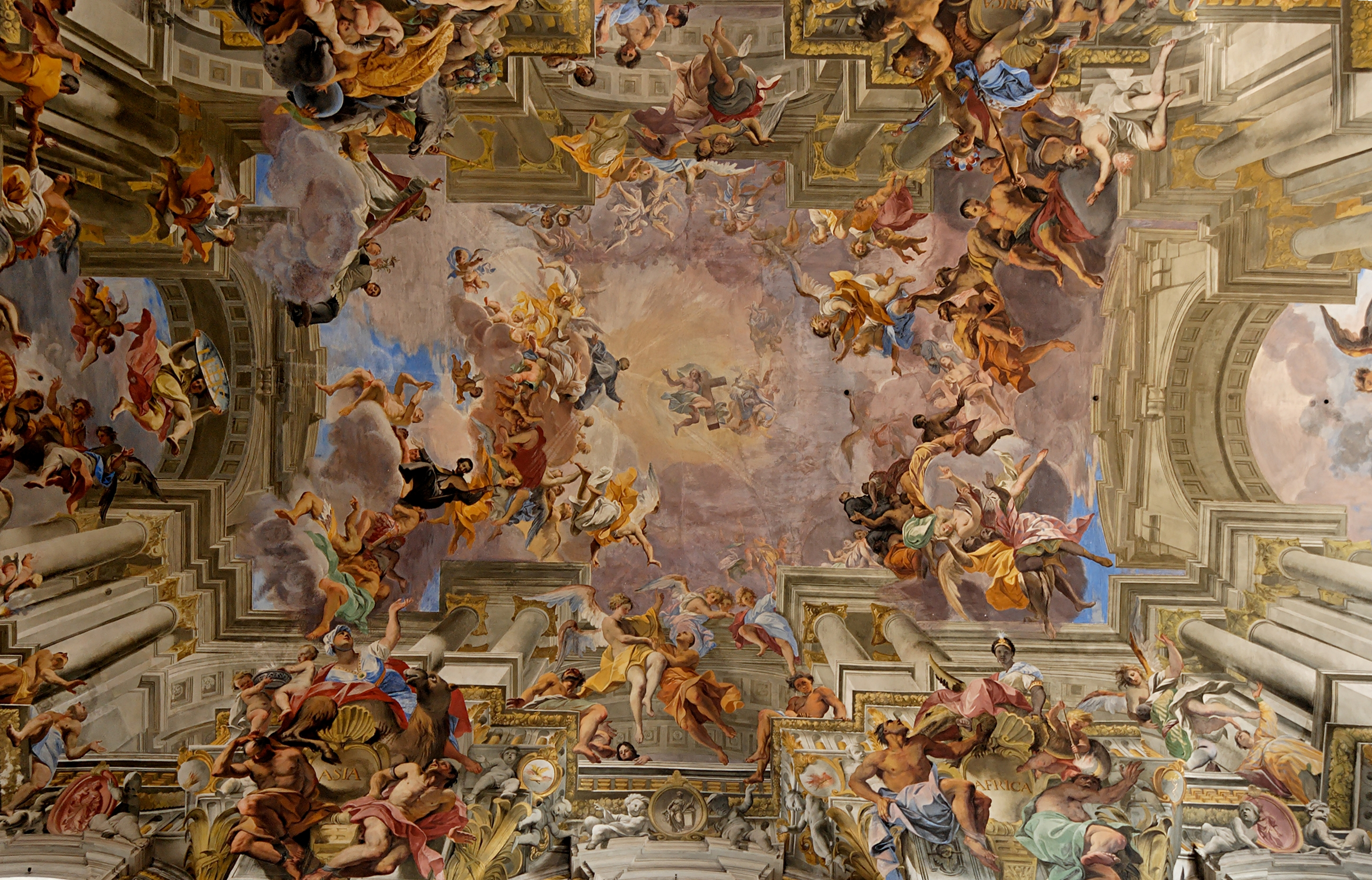
Andrea Pozzo, Triomphe de saint Ignace de Loyola

Parmi les caravagesques de la première moitié du siècle, la peintre Artemisia Gentileschi se distingue particulièrement par sa représentation radicale de Judith décapitant Holopherne (musée de Capodimonte). José de Ribera, originaire d'Espagne, connait un grand succès à Naples avec des représentations tout aussi sanguinaires et d'une grande force. Adam Elsheimer décède à l’âge de trente-deux ans à Rome en 1610, la même année que le Caravage, dont les représentations nocturnes tendent vers le « romantisme ». L'héritage du clair-obscur naturaliste du Caravage nait au tournant du XVIIIe siècle, transformé en un style plus plaisant dans la variazione di maniera du napolitain influant Francesco Solimena.
Guido Reni est le maître le plus célèbre de la tendance classique de la peinture sur panneau, responsable de la « sentimentalisation de la religion » aux XVIIIe et XIXe siècles. La période est importante et, rétrospectivement, peut être interprétée à tort comme kitsch. Raphaël a une influence importante sur Reni, qui vit également à la fin du XVIIe siècle, inspirant Carlo Maratta.
Sebastiano Ricci remet Venise au centre des attentions vers 1700 avec les débuts de la peinture rococo. Giambattista Tiepolo, probablement le plus grand représentant de la peinture décorative du XVIIIe siècle, y travaille. Après que la peinture de paysage et le védutisme aient longtemps été secondaires en Italie, ce dernier trouve un représentant de premier plan en Canaletto, qui peint des vues de la ville lagunaire ainsi que de Rome et de Londres.

Le Caravage, La Mort de la Vierge, 1606, musée du Louvre
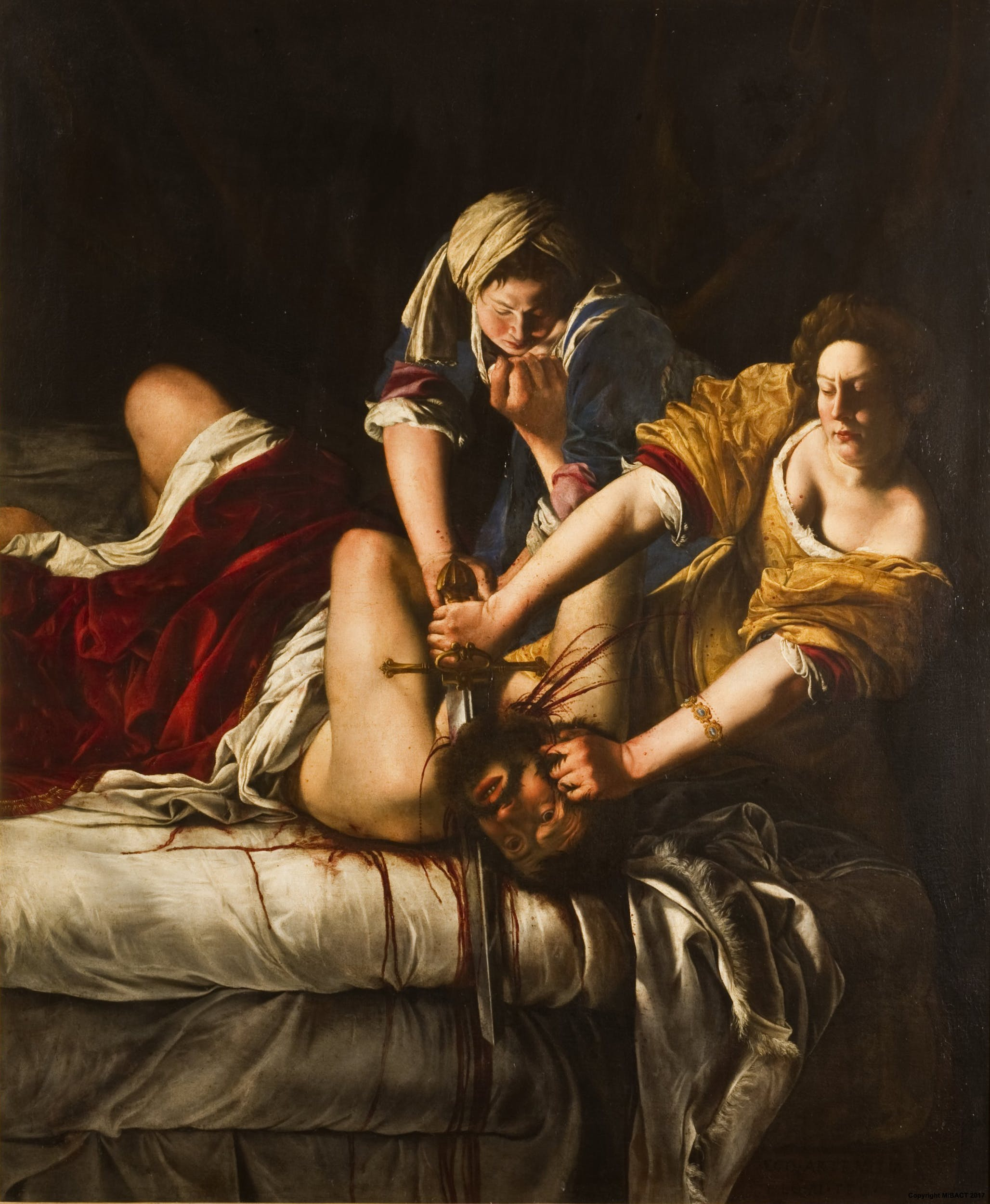
Artemisia Gentileschi, Judith décapitant Holopherne, 1614 à 1620, musée de capodimonte
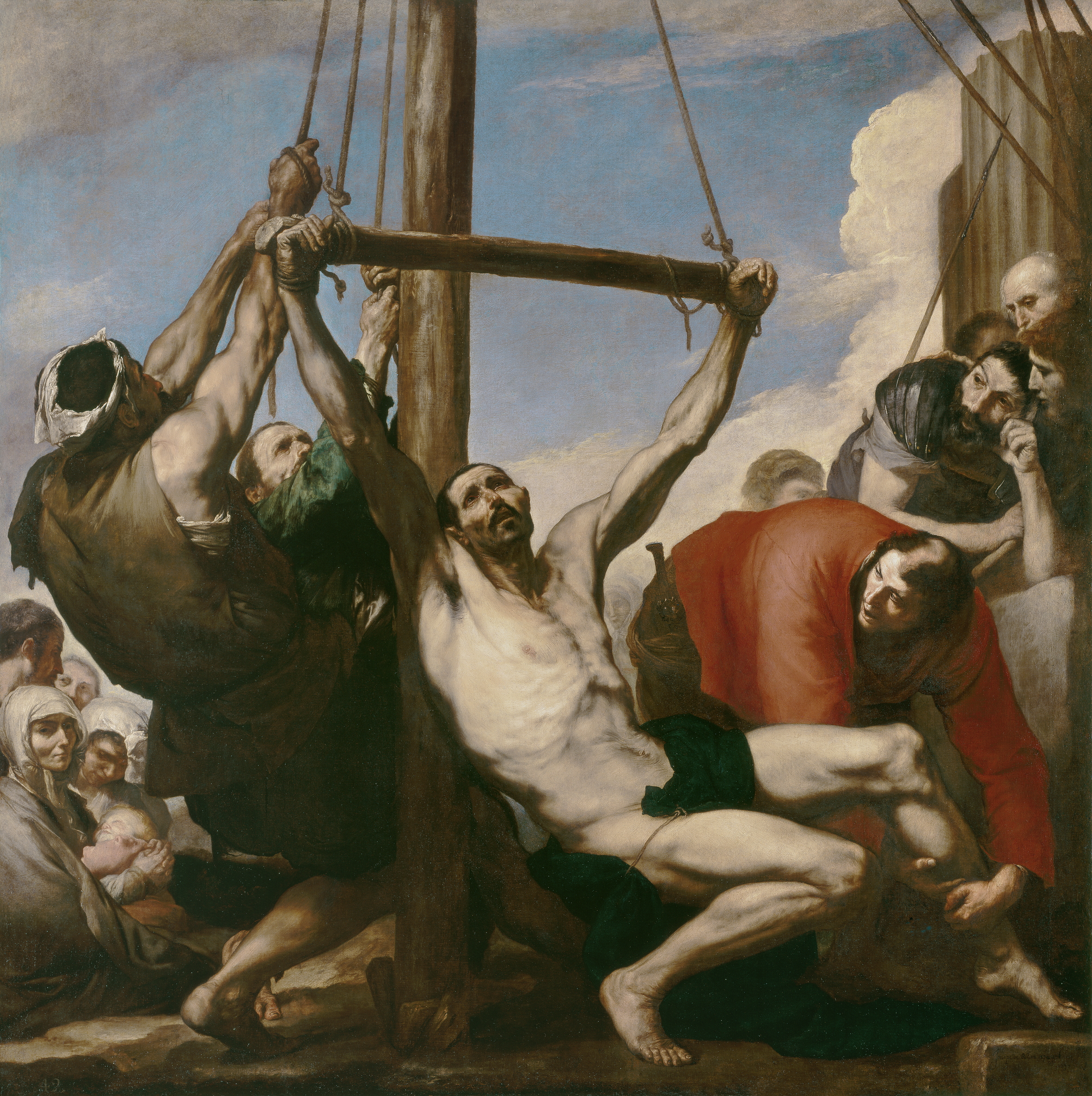
José de Ribera, Le Martyre de saint Philippe, vers 1639, musée du Prado
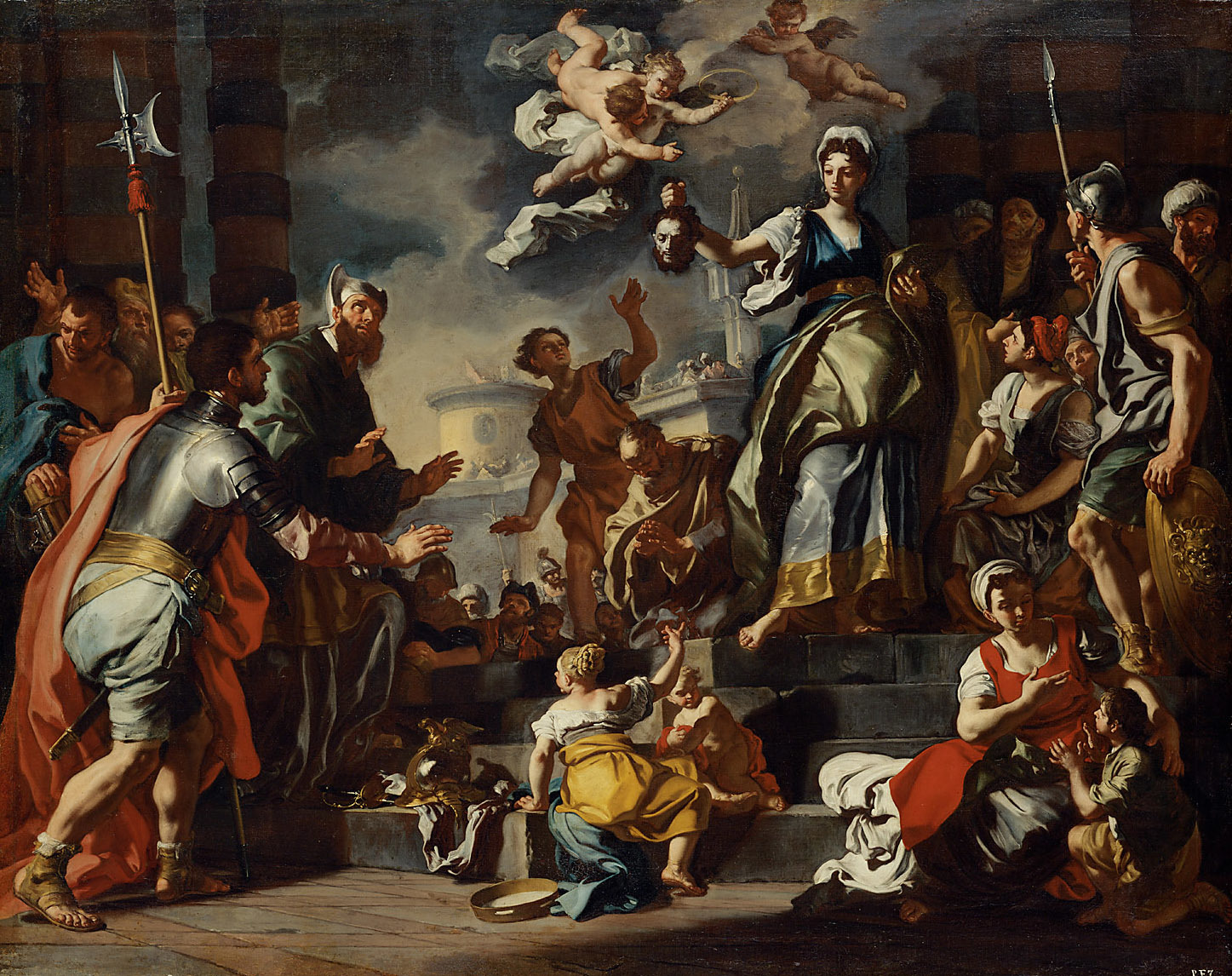
Francesco Solimena, Judith avec la tête de Holopherne, entre 1728 et 1733, musée d'Histoire de l'art de Vienne

## En Flandres
La séparation politique des Pays-Bas en Flandre catholique et Hollande protestante se reflète dans des tendances stylistiques différentes. La peinture baroque flamande à partir de Pierre Paul Rubens se caractérise par un contenu d'images en mouvement représenté dans une peinture fluide ; chez Rubens, le mouvement affecte non seulement la composition et la « puissante torsion des figures », mais aussi la « structure du dessin interne formé dans la spontanéité immédiate ». Les peintures d'histoire et de genre de Jacob Jordaens sont remplies de « joie de vivre et de narration ». Antoine van Dyck devient un portraitiste de renommée internationale.
La répartition des tâches est typique de la peinture baroque flamande : l'exécution des paysages, des animaux ou des fruits dans les peintures de Rubens est réalisée par des spécialistes. Frans Snyders demeure inégalé dans la vivacité des représentations animales et Jan Fyt pour la reproduction naturelle de la fourrure et des plumes ; Jan Davidszoon de Heem excelle pour ses vases, ses plats et ses fruits.

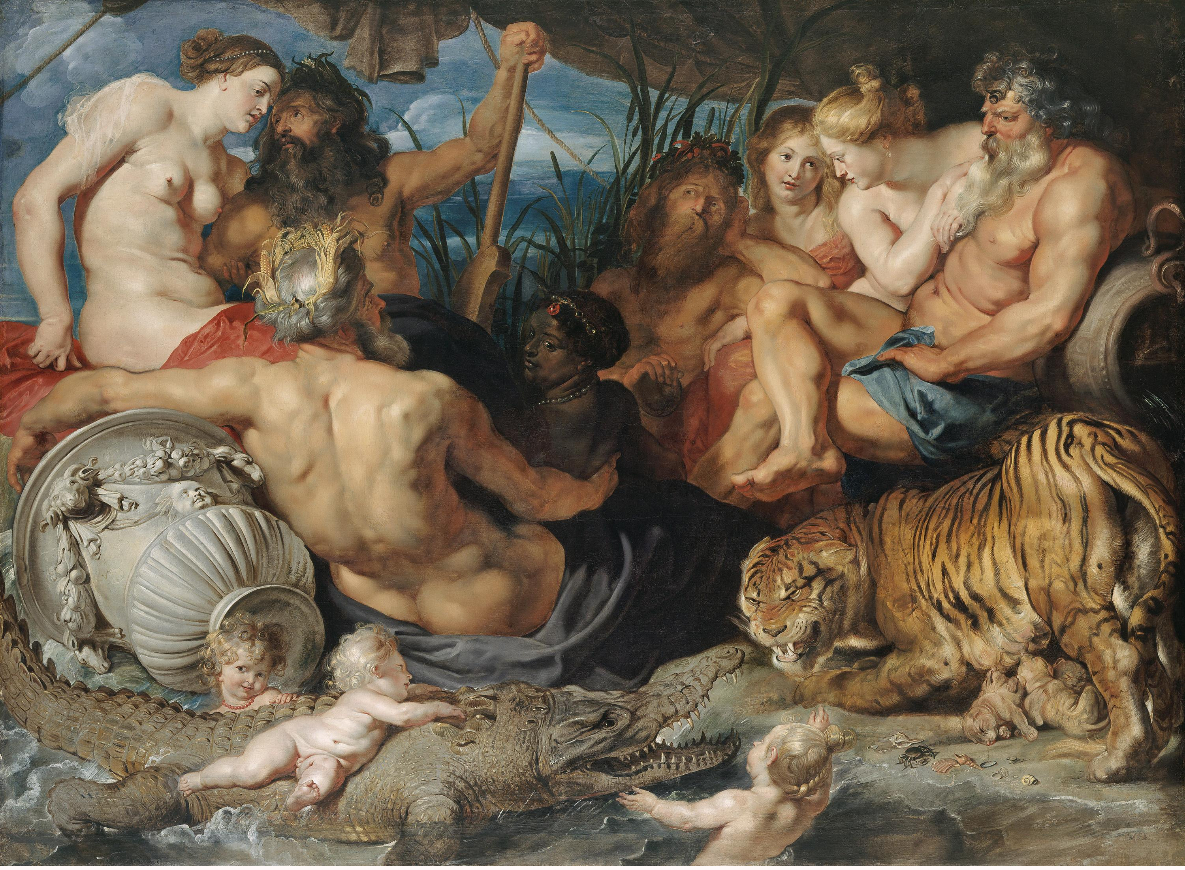
Pierre Paul Rubens, Les Quatre Continents, vers 1615, musée d'Histoire de l'art de Vienne
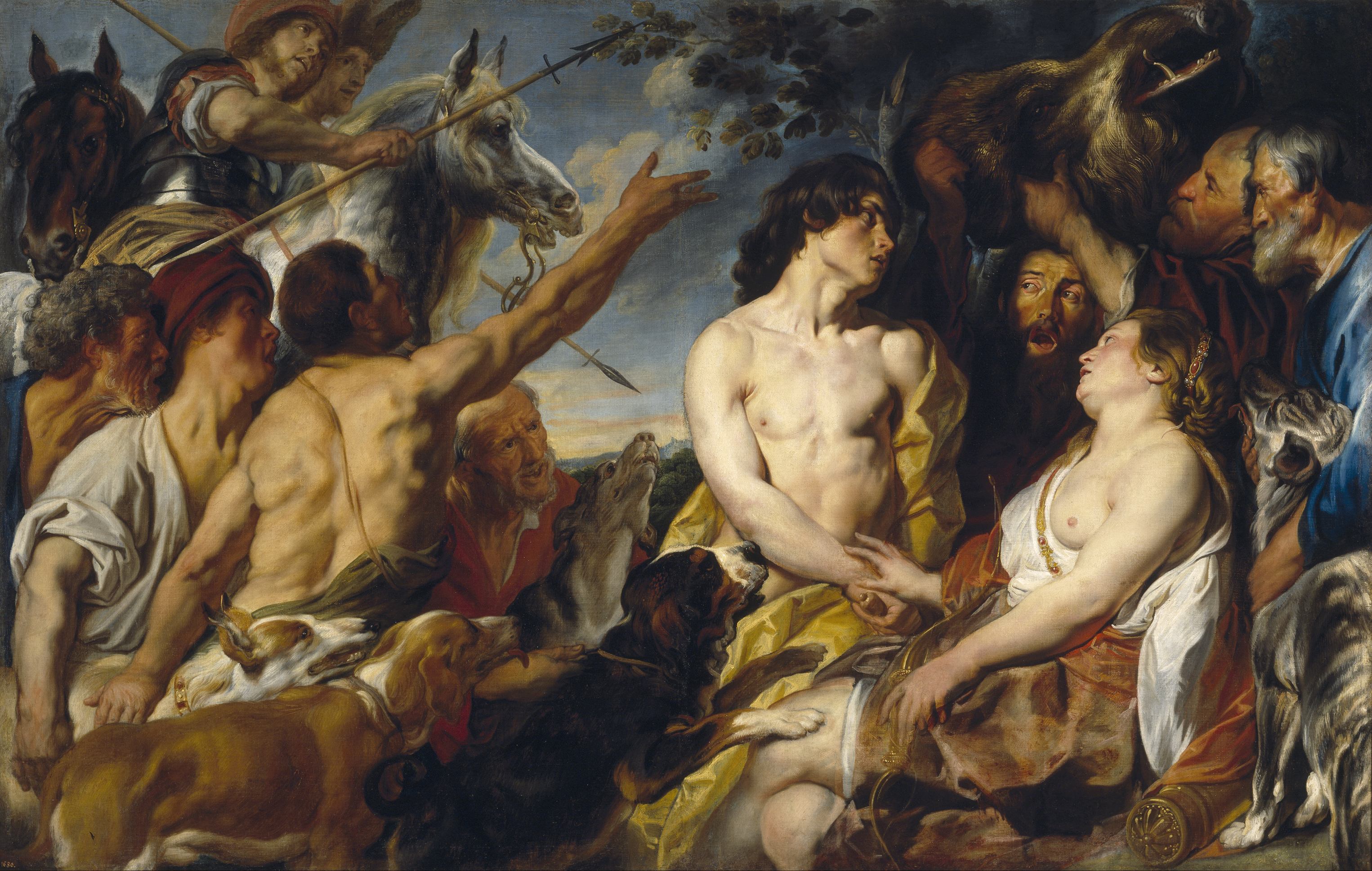
Jacob Jordaens, Méléagre et Atalante, 1620-1650, musée du Prado
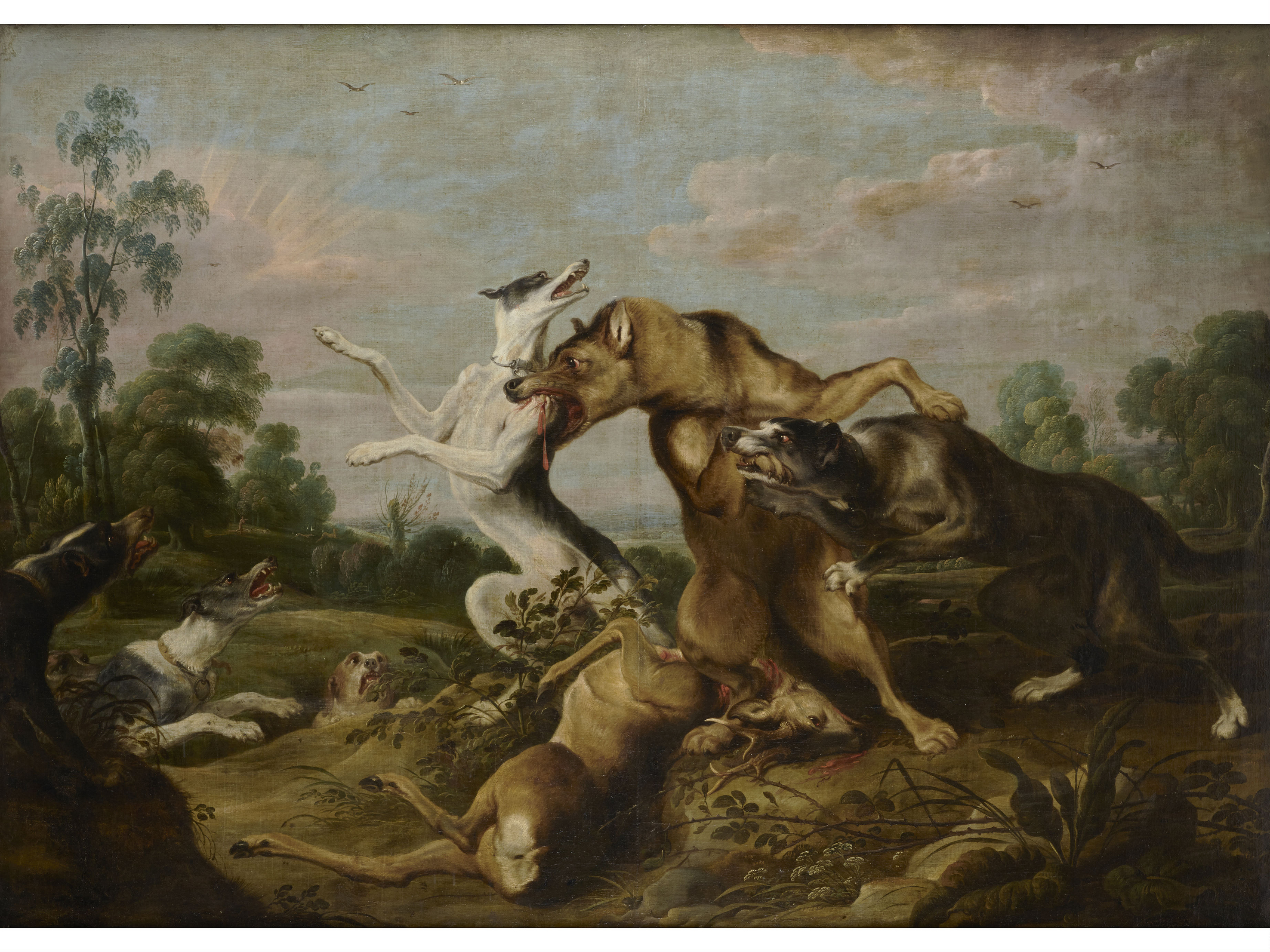
Frans Snyders, Combat entre loups et chiens, entre 1635 et 1657

## En Hollande
La peinture de paysage hollandaise devient populaire au XVIIe siècle. La manière autrefois dominante consistant à représenter un paysage universel (Weltlandschaft) vu d'en haut, qui figurait la grandeur de la création en réunissant des motifs souvent sublimes, est remplacée par des procédés plus réalistes : le point de vue panoramique est abaissé et le résultat tient dans le détail ; le pionnier de cette tendance est Esaias van de Velde l'Ancien.
Dans les années 1630, une préférence pour les couleurs brun-vert et la composition diagonale domine, par exemple, chez le paysagiste Jan van Goyen, ainsi que dans les natures mortes de Pieter Claesz et Willem Claeszoon Heda, qui rejoignent l'idée souvent véhiculée de la vanité. L'apogée de la reproduction réaliste de motifs est atteinte vers le milieu du siècle. La tendance à la spécialisation se reflète dans une différenciation des genres : Aernout van der Neer peint des paysages nocturnes d'hiver ; l'aspiration au sud s'exprime dans les paysages à l'italienne d'un groupe de peintres, dont certains ne sont jamais allés en Italie comme Albert Cuyp. Des difficultés particulières doivent être surmontées lors de la représentation de l'eau et des navires dans les marines, dont Willem van de Velde le Jeune peut être considéré comme l'aboutissement. Le plus grand paysagiste est probablement Jacob van Ruisdael, qui élève le genre grâce à ses qualités métaphysiques.

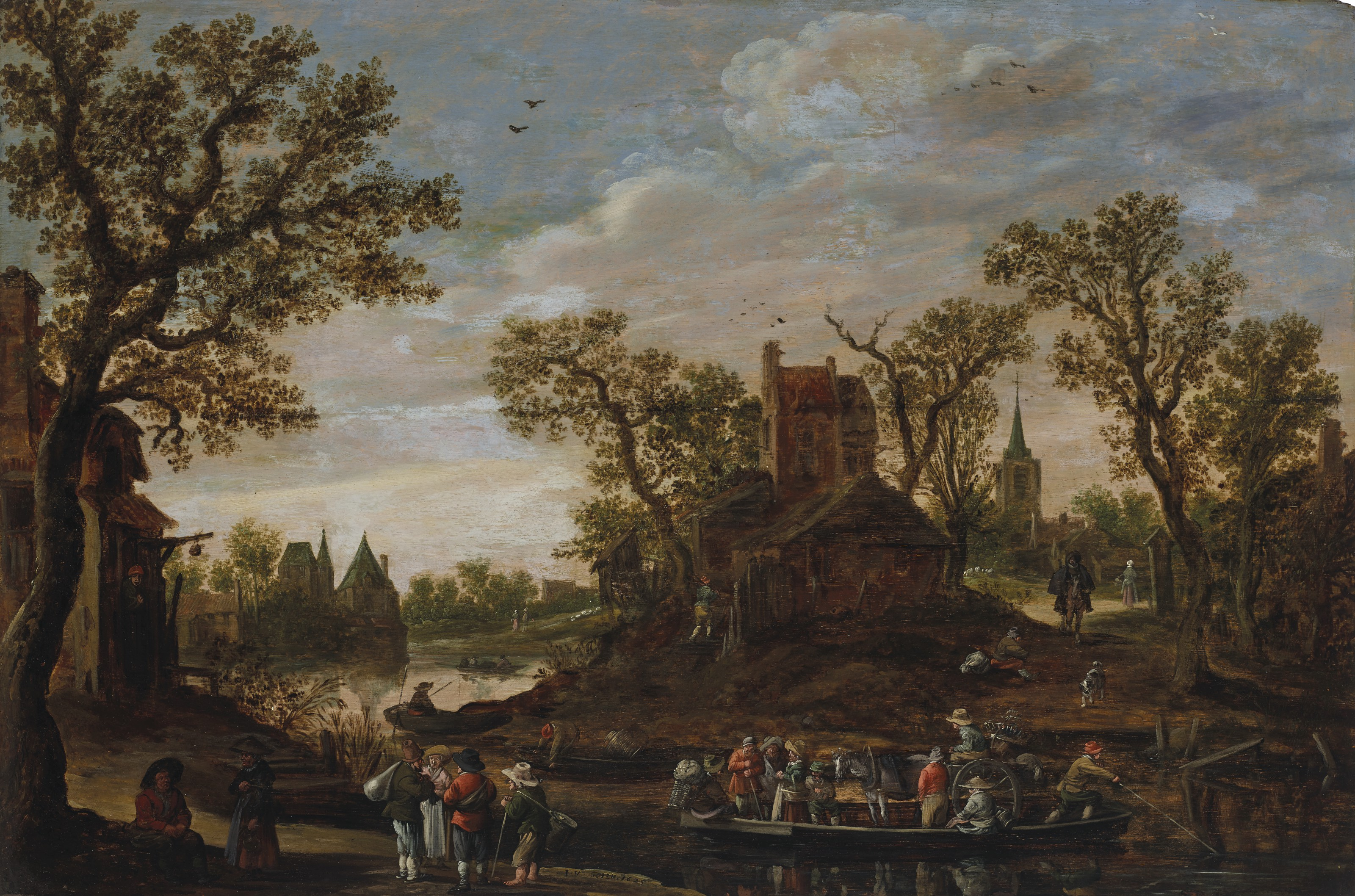
Jan van Goyen, Le Ferry
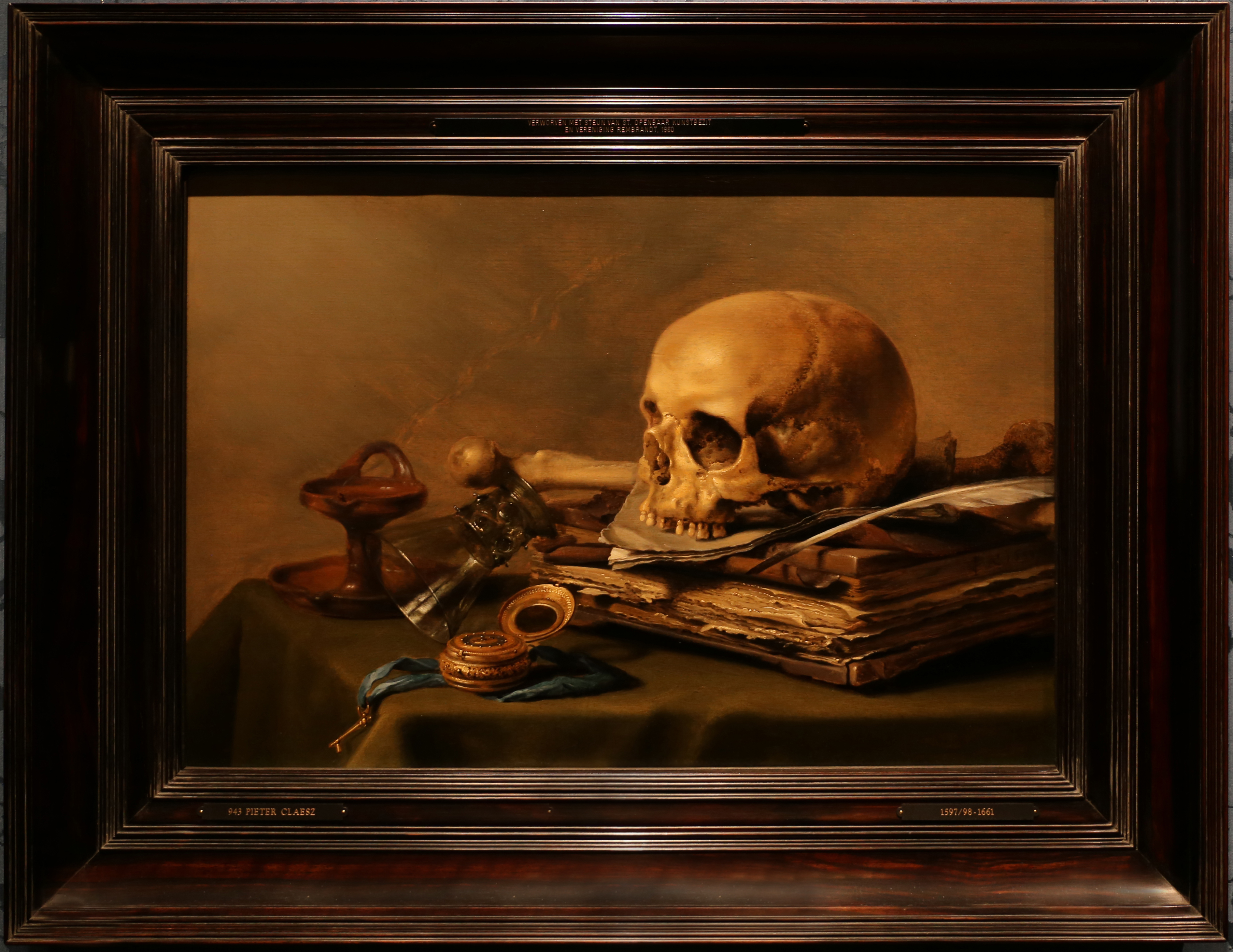
Pieter Claesz, Nature morte avec vanité, 1630, Mauritshuis
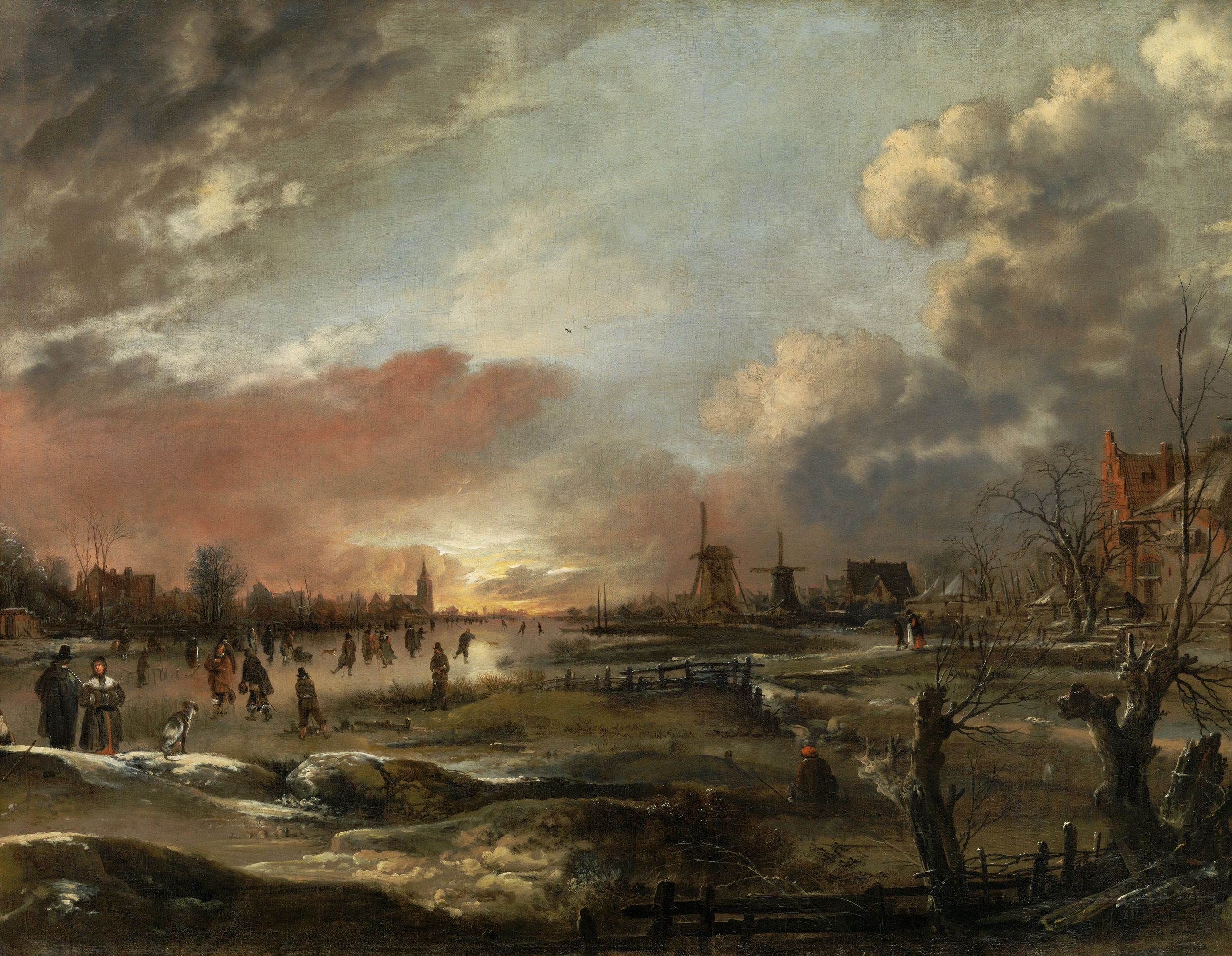
Aert van der Neer, Paysage d’hiver avec des patineurs au coucher du soleil, vers 1665, musée Liechtenstein
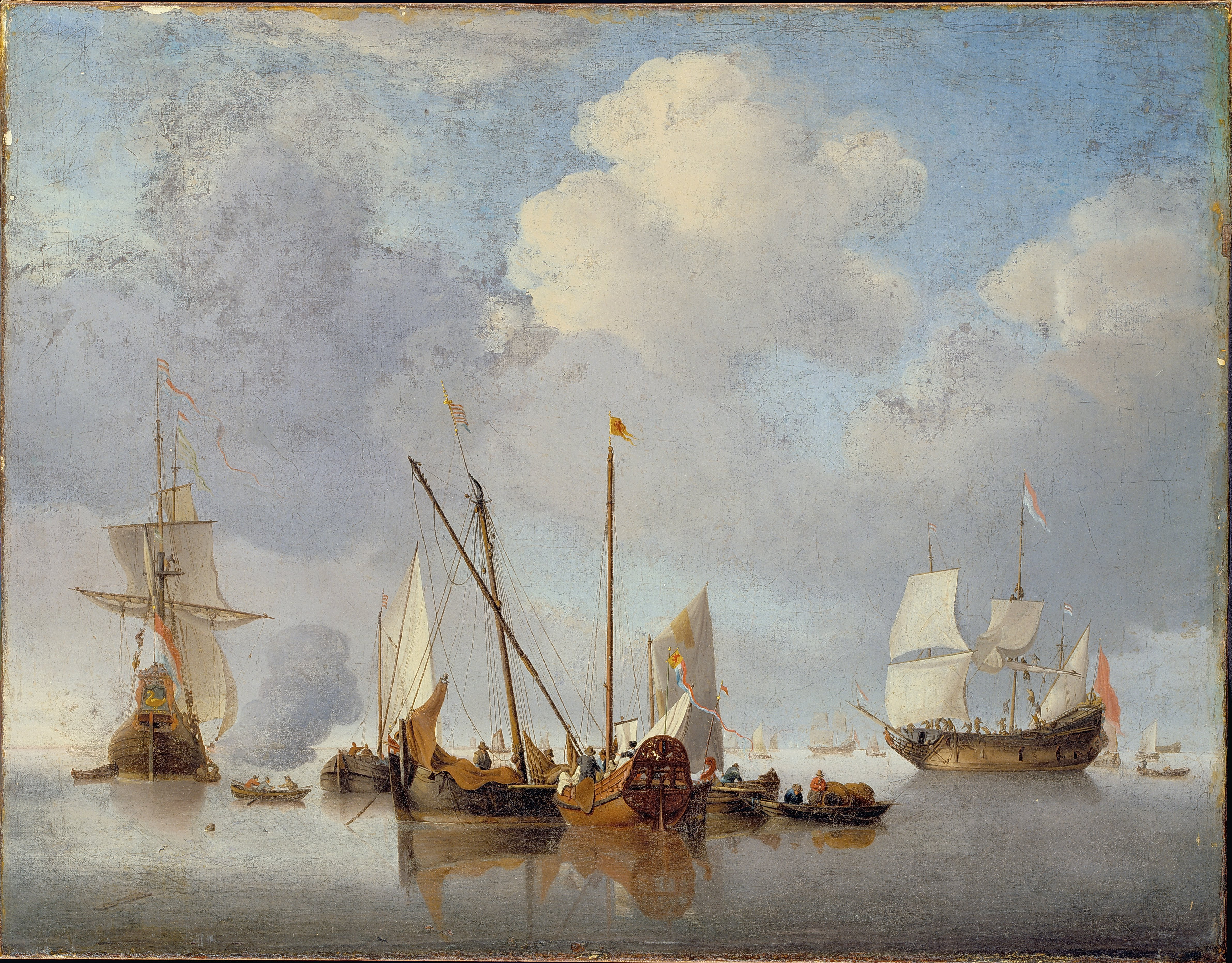
Willem van de Velde le Jeune, Un calme, Dulwich Picture Gallery
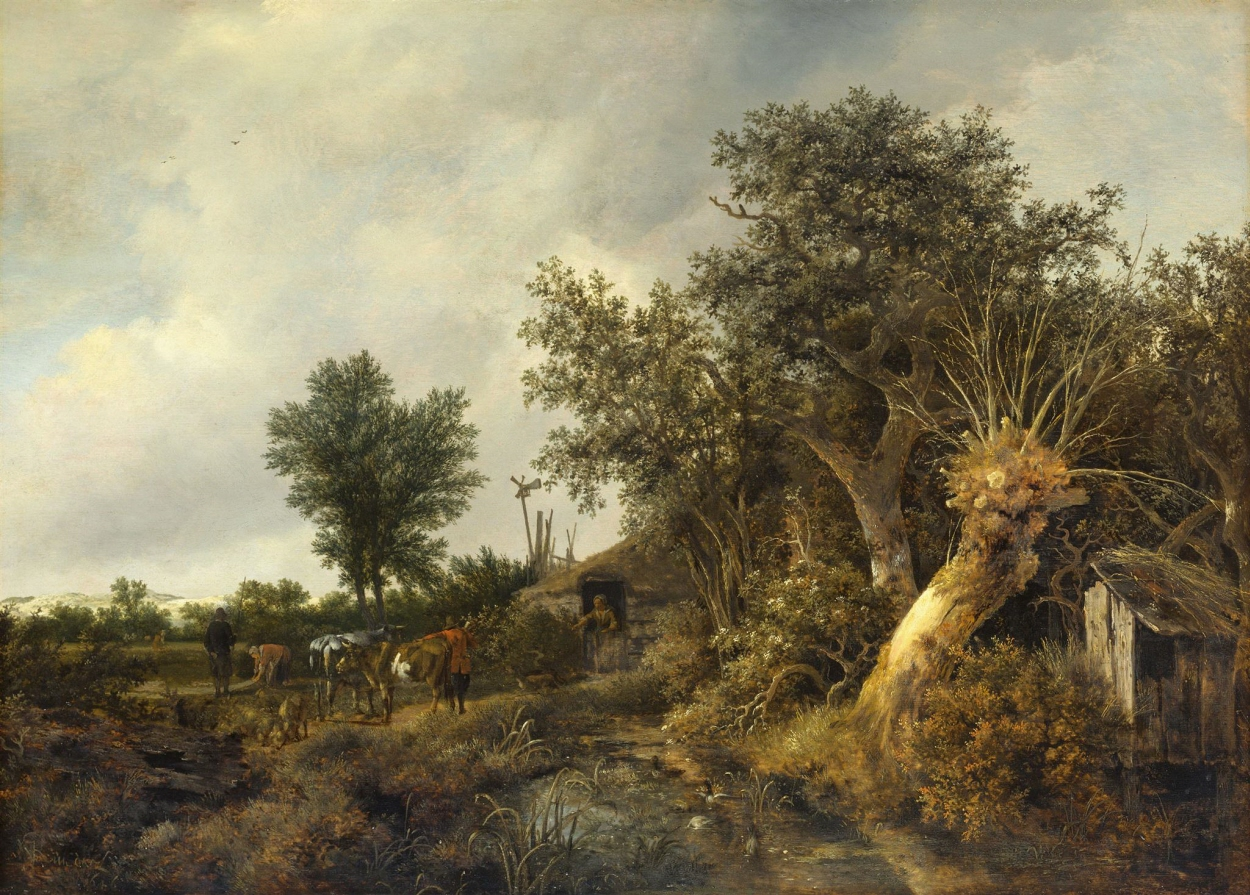
Jacob van Ruisdael, Paysage avec un chalet et arbres, 1646, Kunsthalle de Hambourg

Dans le même temps, la peinture de genre est revalorisée. Adriaen Brouwer utilise des agriculteurs pour explorer l'expression émotionnelle extrême, tandis que la description du désordre domestique par Jan Steen atteint des niveaux étranges. Les images ont un objectif d'avertissement moral contre la dissolution, qu'il s'agisse du rustre d'Adriaen van Ostade ou des intérieurs aristocratiques de Gerard ter Borch. Pieter de Hooch s'intéresse davantage aux conditions d'éclairage et aux vues des maisons de ville. Johannes Vermeer atteint des qualités photographiques avec l'aide de la chambre noire tout en standardisant les représentations, de sorte que la lumière vient toujours du côté gauche.
Rembrandt est le représentant le plus célèbre de la peinture baroque néerlandaise, qui transforme le clair-obscur du Caravage, qui reproduit des conditions d'éclairage réelles, en une lueur métaphysique dans l'obscurité mystérieuse de l'image religieuse. Parmi ses élèves, Samuel van Hoogstraten pousse à la reproduction exacte de la réalité avec des motifs en trompe-l'œil, tandis que Gérard Dou crée un centre de peinture fine aux détails miniaturistes à Leyde.
Frans Hals est le représentant principal de la peinture de portraits, qui utilise des coups de pinceau rapides et lâches pour créer des portraits vivants typiques des impressionnistes du XIXe siècle, dont il est  un modèle.

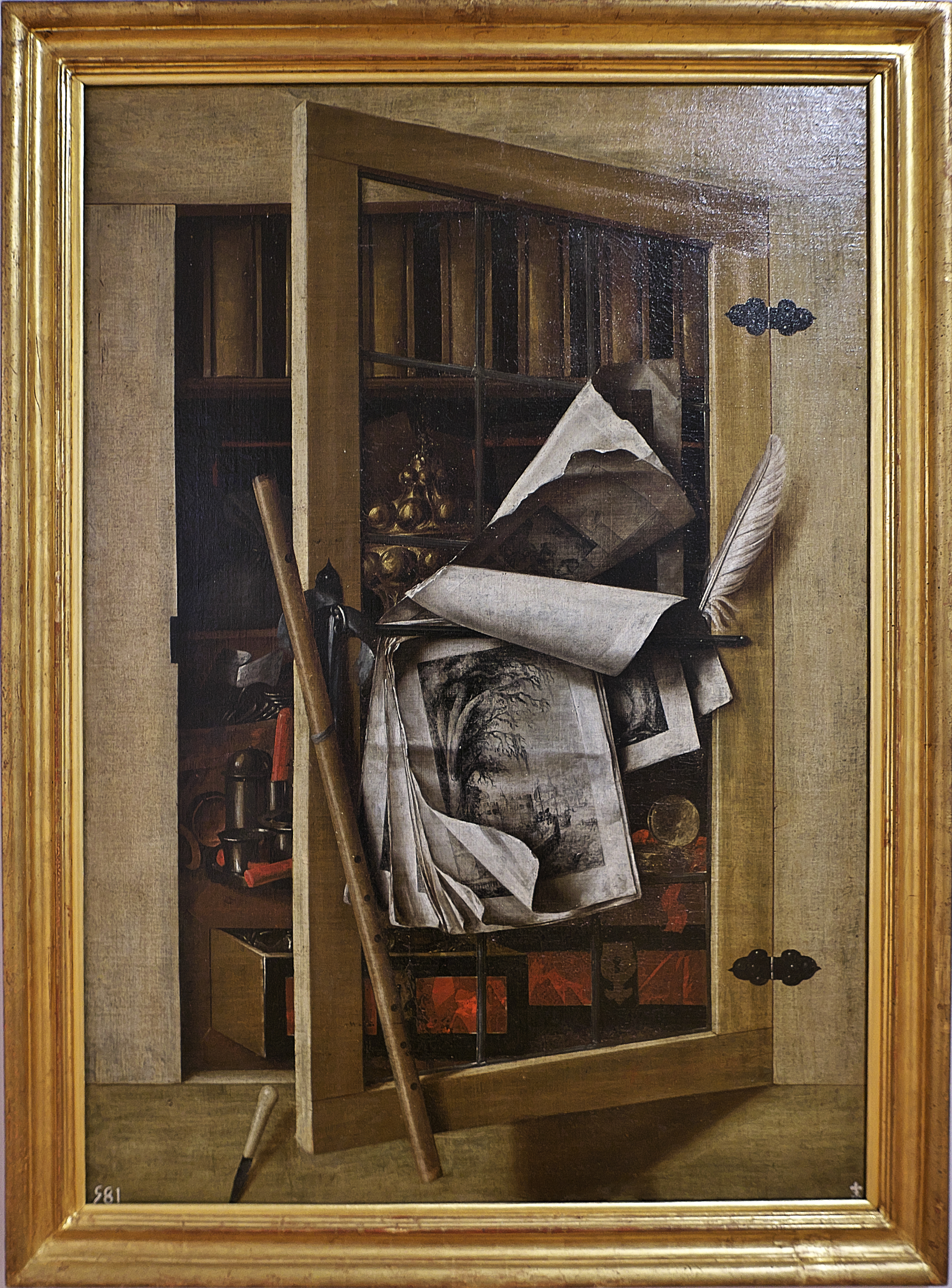
Trompe-l'oeil de Frans Gysbrechts
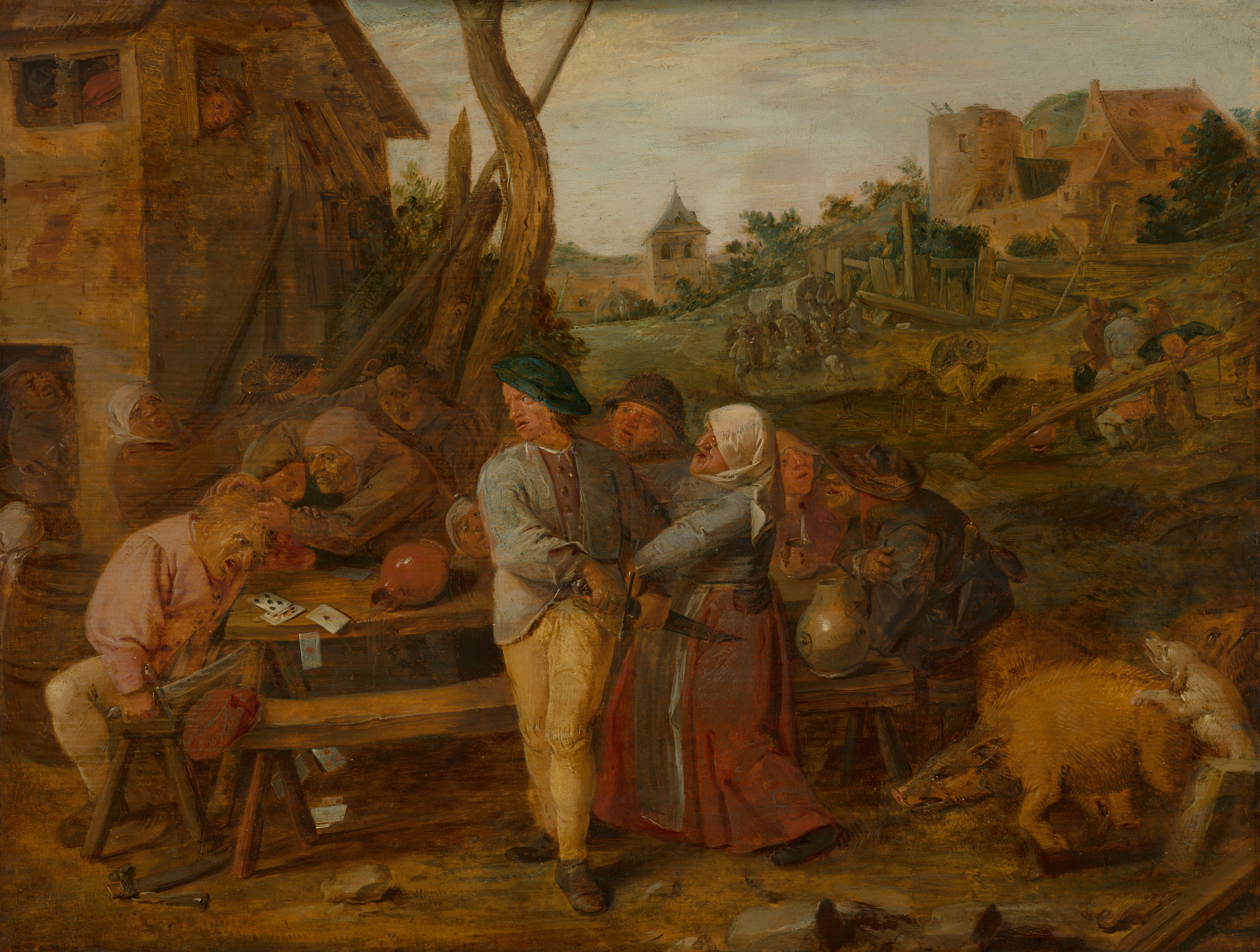
Adriaen Brouwer, Bagarre paysanne, Rijksmuseum Amsterdam
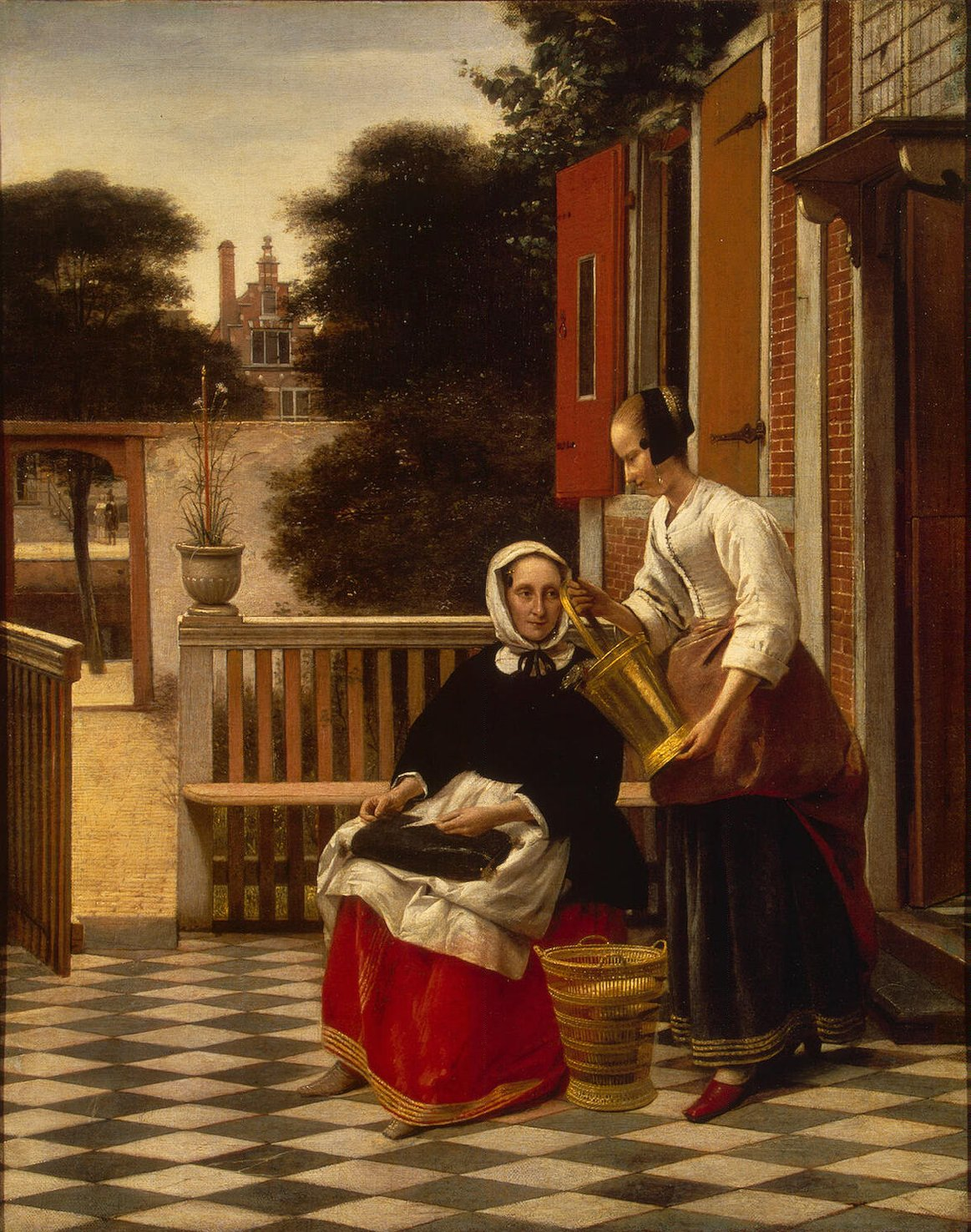
Pieter de Hooch, La Maîtresse et la servante au seau, vers 1660, musée de l'Ermitage
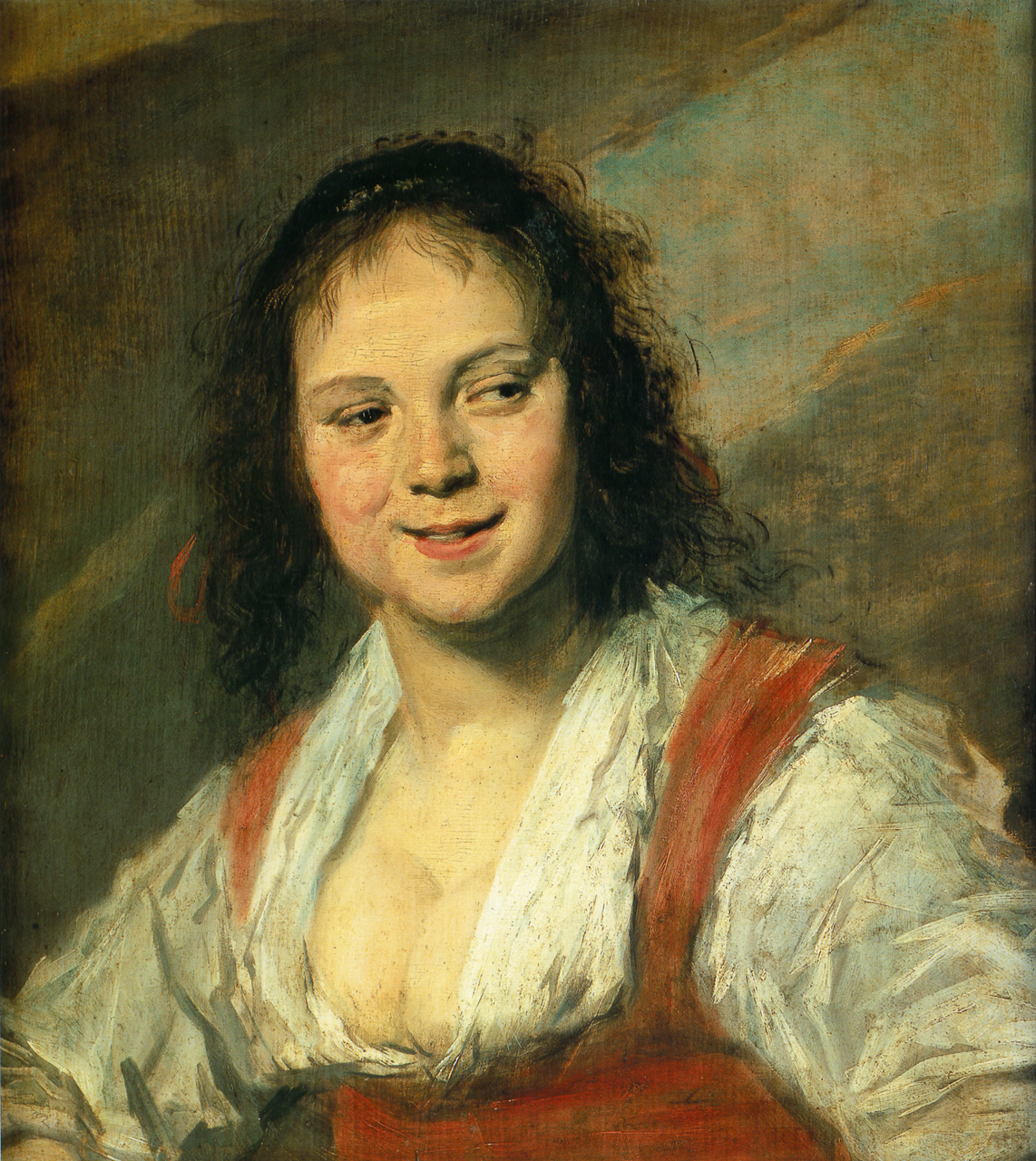
Frans Hals, La Bohémienne, vers 1625-1630, musée du Louvre

## En France
Un certain nombre d'artistes français travaillent principalement en Italie, mais ont une influence durable sur l'art français d'orientation classique, en particulier Nicolas Poussin, avec des tableaux d'une stricte solennité, dans lesquels chaque geste « parle » et où rien n'est superflu ou flou, et Claude Gellée, dont les paysages classiques se caractérisent par une ambiance poétique. Mais l'artiste qui a une influence durable sur la production française est le parisien Simon Vouet, actif à Rome dans les années 1610-1620 où il connaît un grand succès et travaille dans un style caravagesque. Rappelé en France en 1627, il participe à la diffusion de l'esthétique baroque en France, notamment grâce à ses grands tableaux d'autels pour des églises parisiennes et ses décors.
D'autres tendances apparaissent également, classiques et modérées, comme le caravagisme dans une version plus calme aux formes simplifiées de Georges de La Tour et la peinture de genre des frères Le Nain, dans laquelle les paysans ne sont pas exposés au ridicule mais sont représentés avec dignité.
La France produit des maîtres de premier plan dans le domaine du portrait avec par exemple, dans la première moitié du XVIIe siècle, Philippe de Champaigne, dont le Portrait du cardinal de Richelieu est l'un des plus connus mais aussi Eustache Le Sueur et Laurent de La Hyre. Dans la deuxième moitié du siècle, alors qu'est fondée en 1648 l'Académie royale de peinture et de sculpture, la peinture est dominée par les peintres au service de Louis XIV et de sa politique d'exaltation de la monarchie, à travers, en particulier, le chantier du château et des jardins de Versailles. La deuxième moitié du siècle est dominée par la figure versatile de Charles Le Brun, orchestrateur du chantier décoratif de Versailles, ainsi que par la peinture raffinée de Pierre Mignard, la qualité des portraits de cour de Hyacinthe Rigaud et la vivacité de Nicolas de Largillierre, également portraitiste. Après la mort de Le Brun et Mignard, la fin du siècle est dominée par Jean-Baptiste Jouvenet et Charles de La Fosse, dont l’œuvre plus coloriste annonce déjà les prémices de la rocaille.

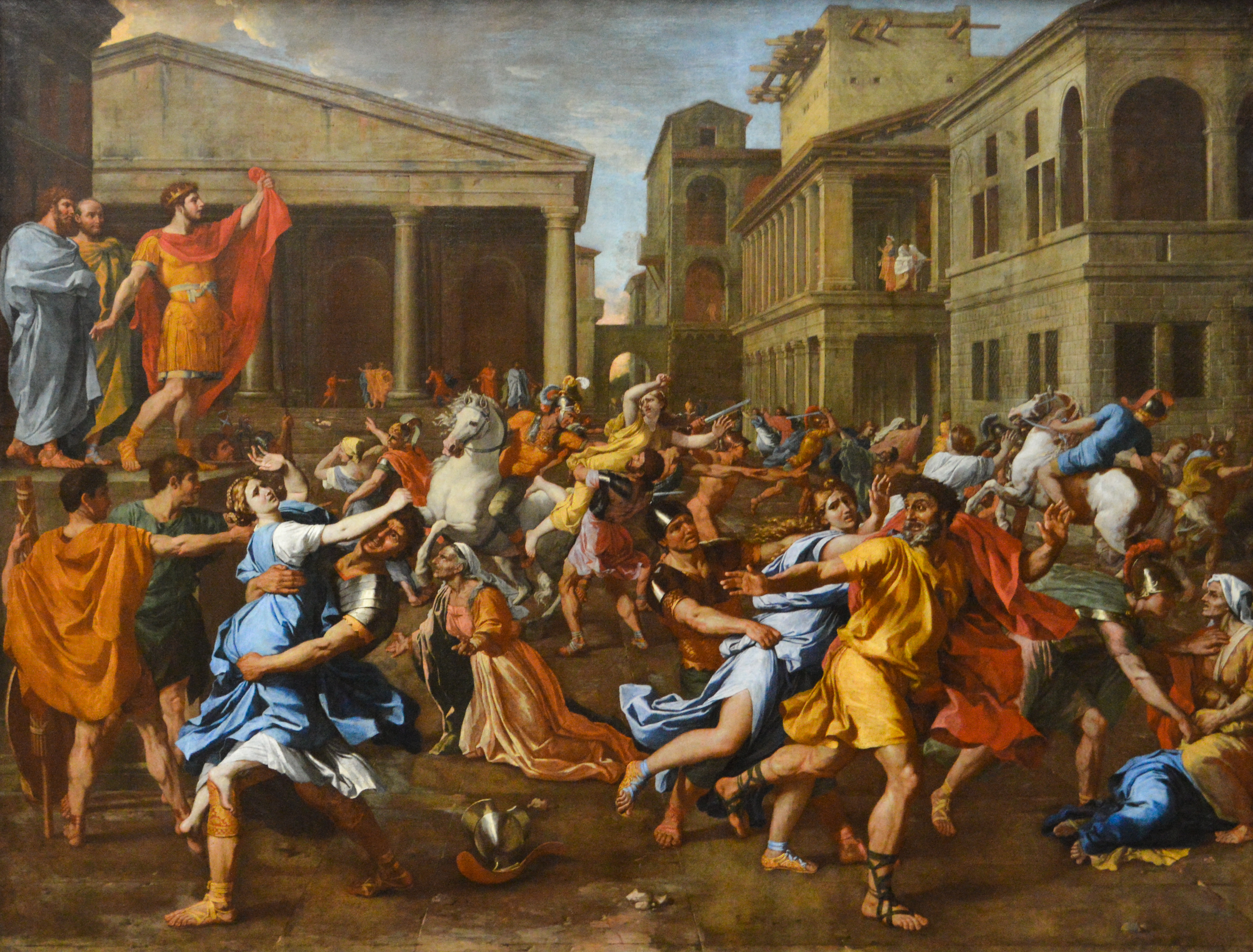
Nicolas Poussin, L'Enlèvement des Sabines, musée du Louvre
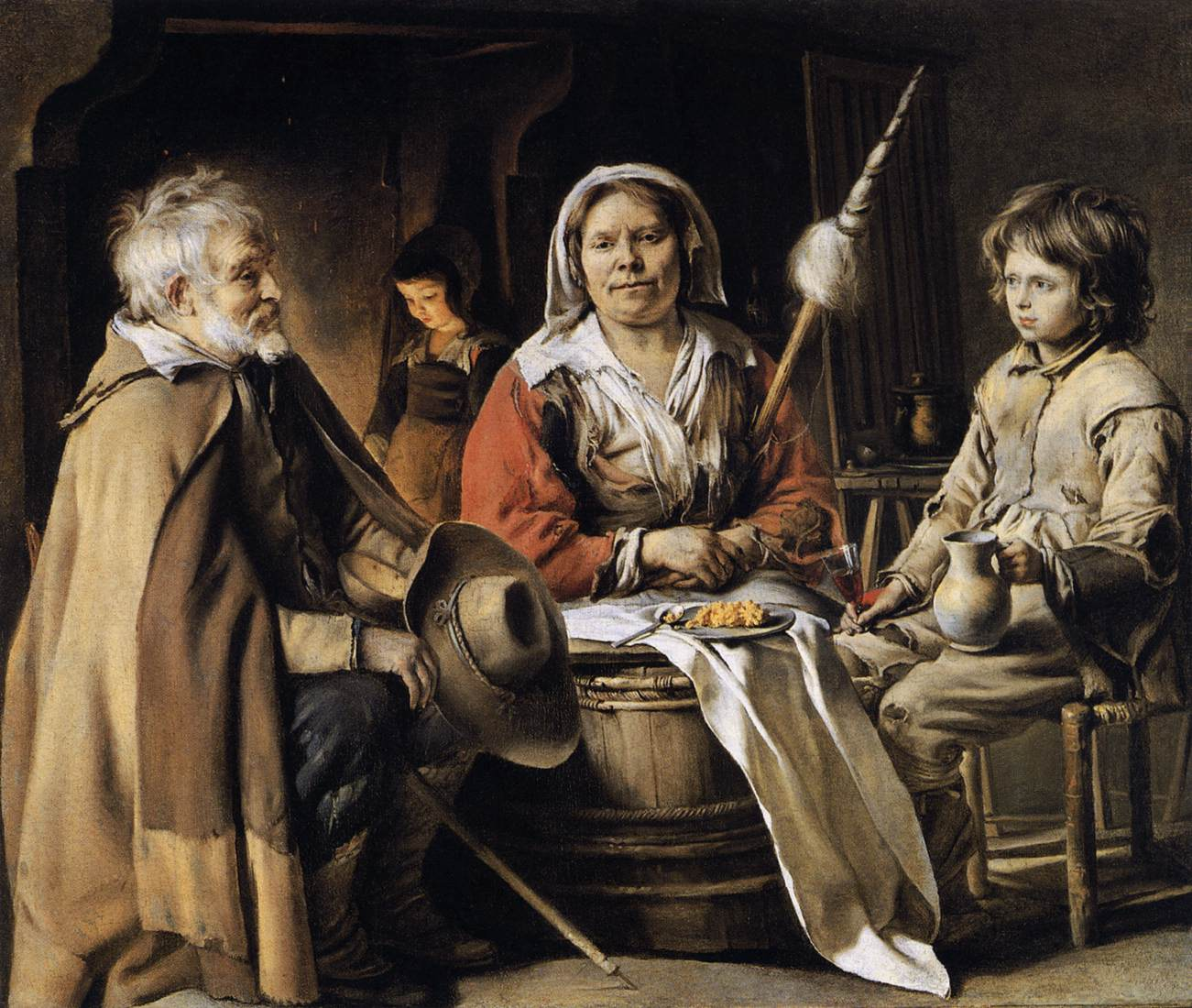
Frères Le Nain Brothers, Intérieur paysan, 1642, National Gallery of Art
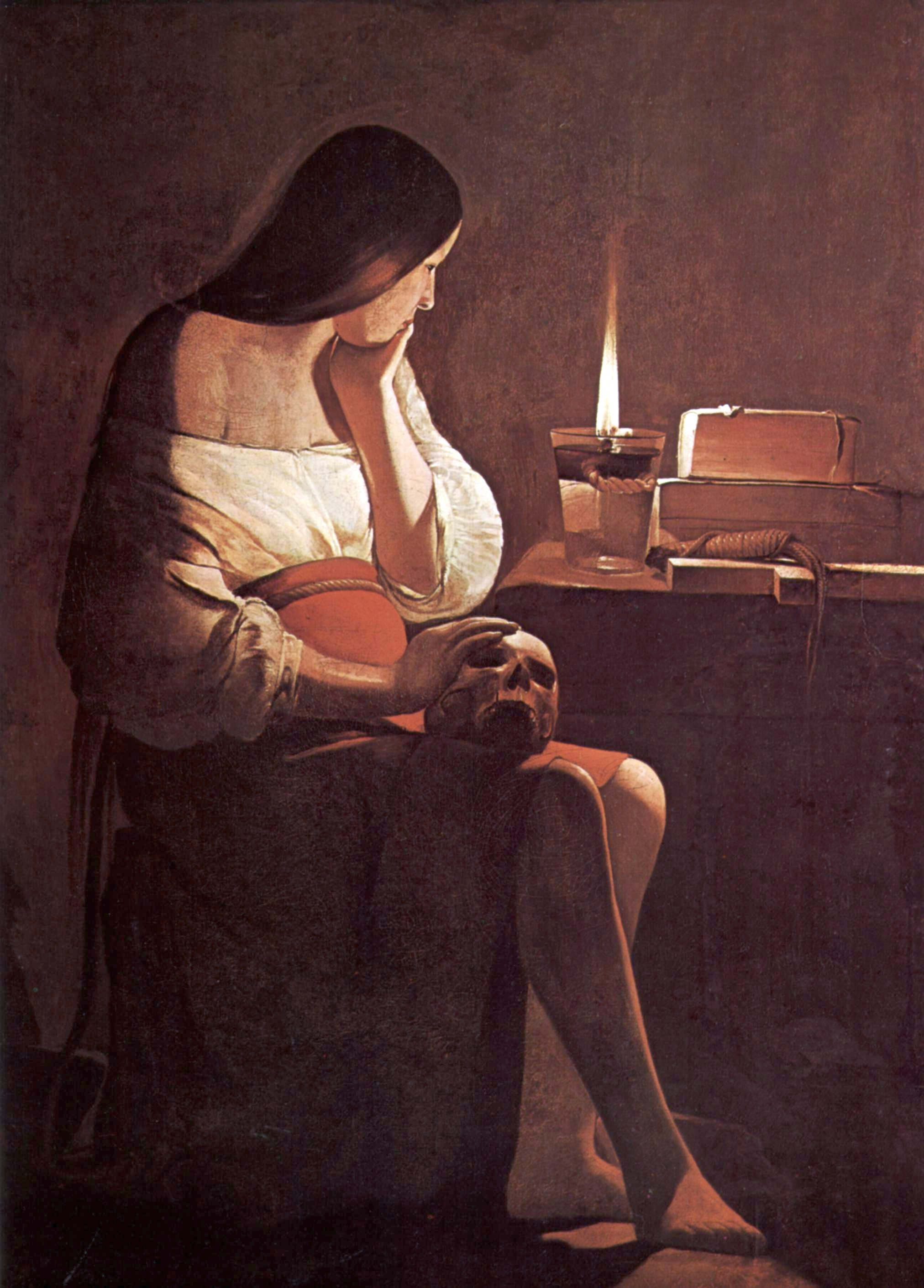
Georges de La Tour, La Madeleine à la veilleuse, entre 1640 et 1645, musée du Louvre
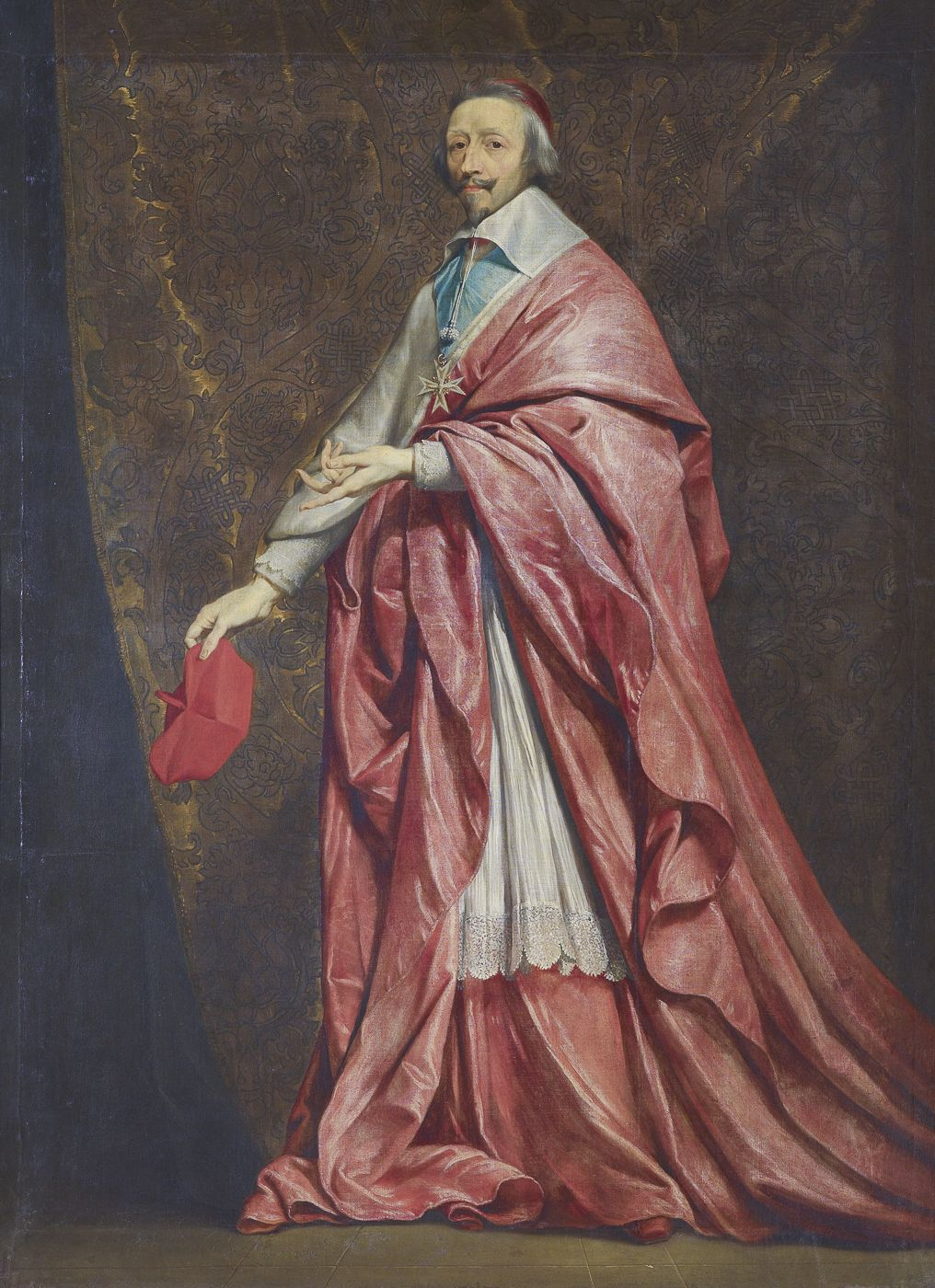
Philippe de Champaigne, Portrait du cardinal de Richelieu, vers 1639, musée du Louvre
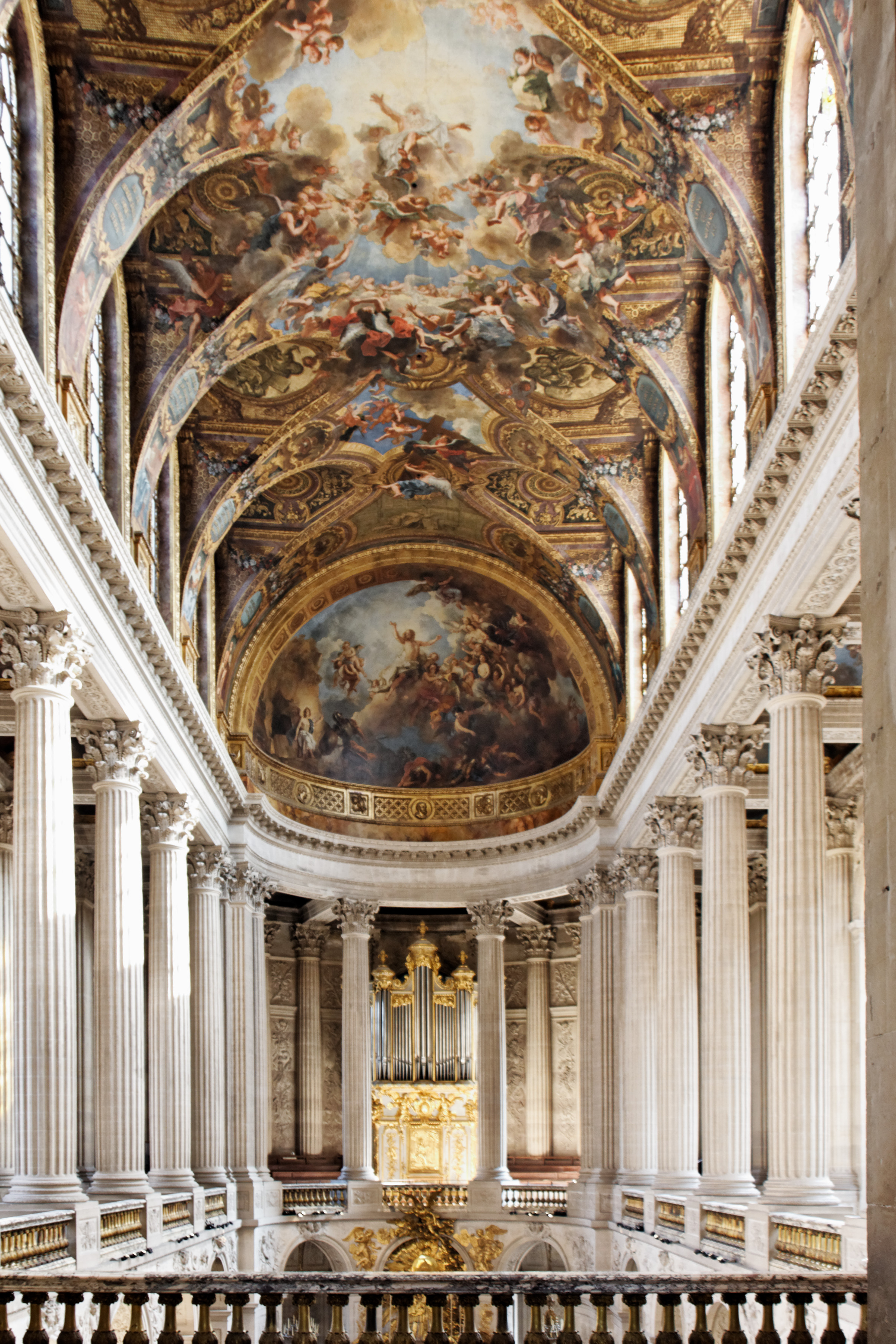
Plafond de la chapelle du château de Versailles, par Antoine Coypel et Charles de La Fosse.

## En Espagne
Diego Vélasquez a été notamment découvert par les impressionnistes, dont les œuvres tardives dissolvent le « modelage plastique » en « valeurs de couleur pure ». Francisco de Zurbarán est également de plus en plus apprécié à l'époque moderne : de l'expressionnisme au surréalisme, « l'extase mystique » et la « naïveté d'un primitif » ont été perçus dans certaines de ses œuvres. Les représentations de genre d'enfants jouant par Bartolomé Esteban Murillo constituent une exception en Espagne, fortement dominée par l'art religieux.

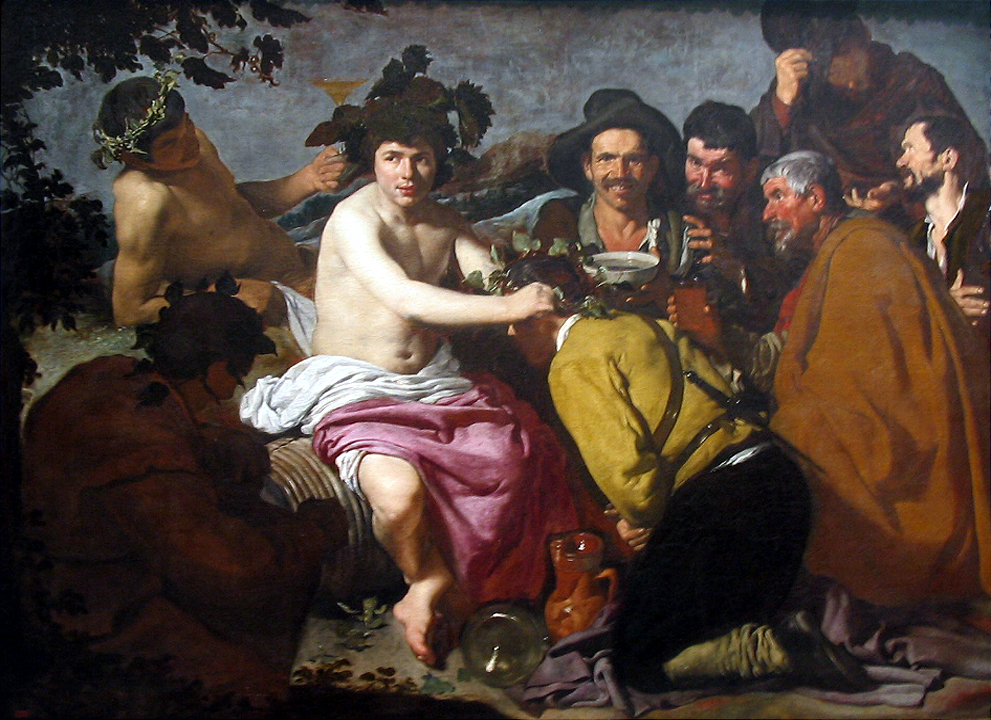
Velázquez, Le Triomphe de Bacchus, vers 1628-1629, musée du Prado
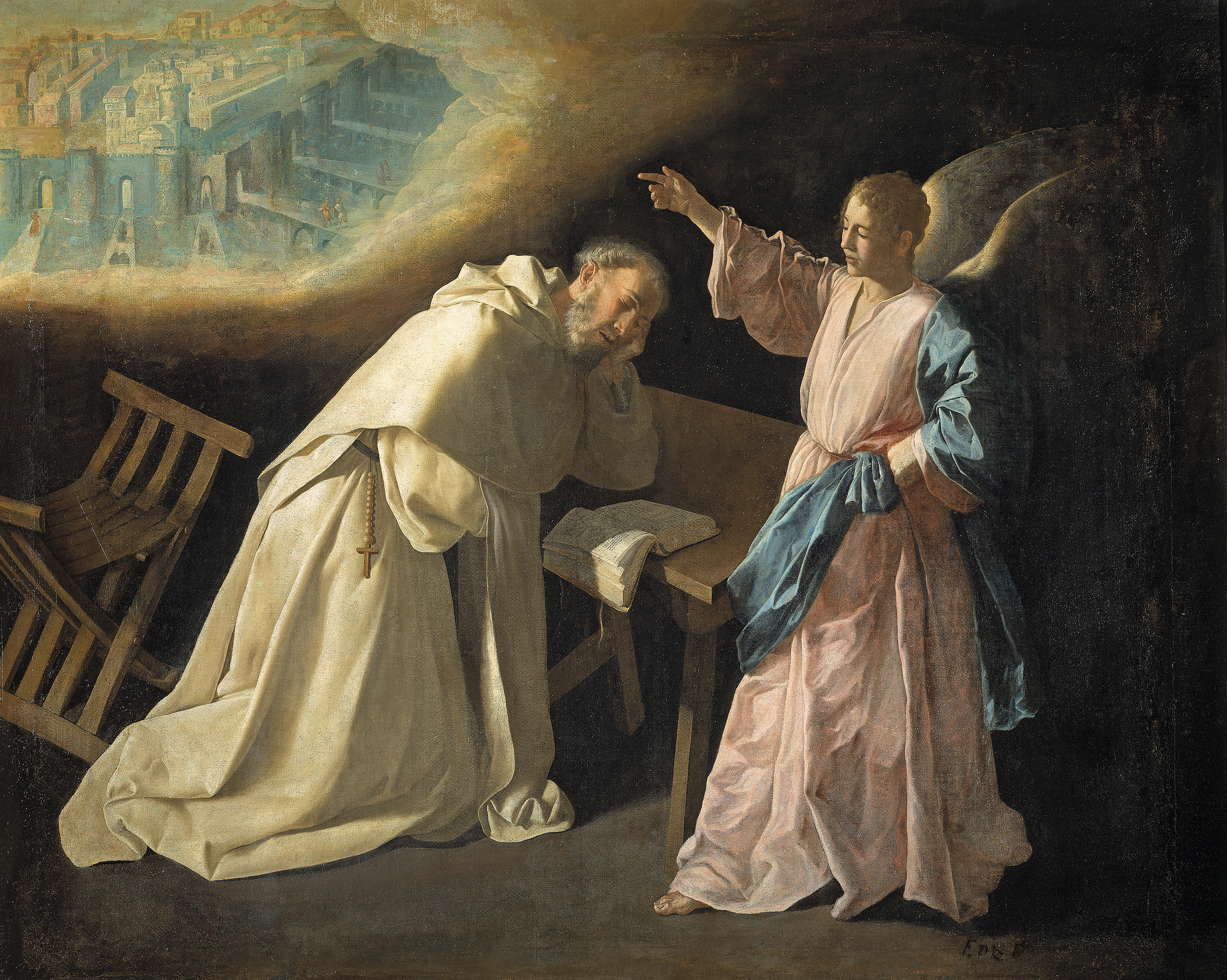
Francisco de Zurbarán, La Vision de saint Pierre Nolasque, 1629, musée du Prado
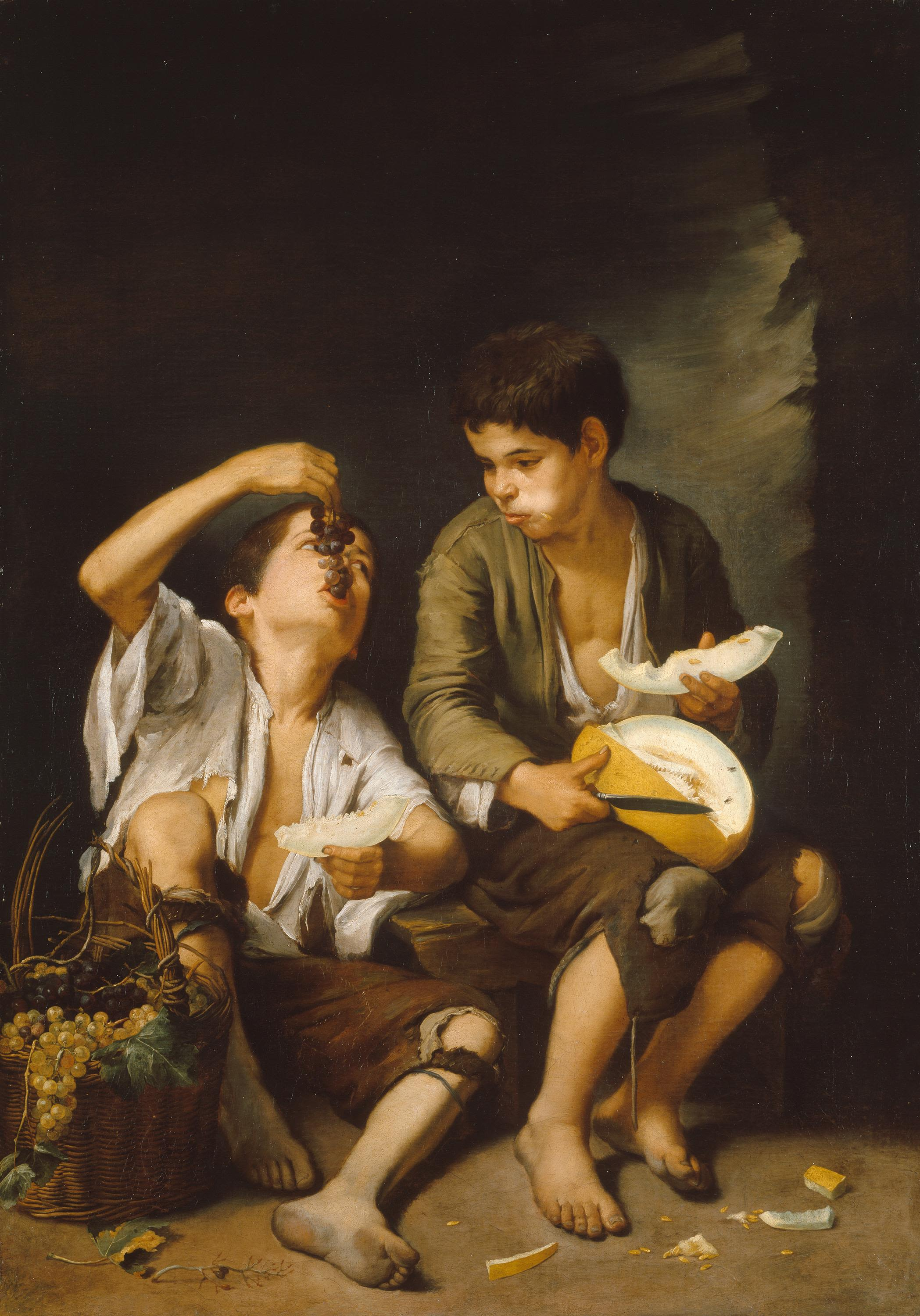
Bartolomé Esteban Murillo, Les Mangeurs de melon et de raisin, vers 1645-1646, Alte Pinakothek

## En Autriche
La peinture baroque indépendante n'est apparue que vers 1700 en Autriche ; les peintures de plafonds sont considérées comme particulièrement importantes. Daniel Gran est le principal représentant de la tendance classiciste, avec des compositions ordonnées, souvent structurées par des losanges. Paul Troger tend vers plus de mouvement et de profondeur spatiale. À la fin du milieu du XVIIIe siècle, Franz Anton Maulbertsch s'écarte le plus de l'idéal classique avec des configurations de figures difficiles à démêler.

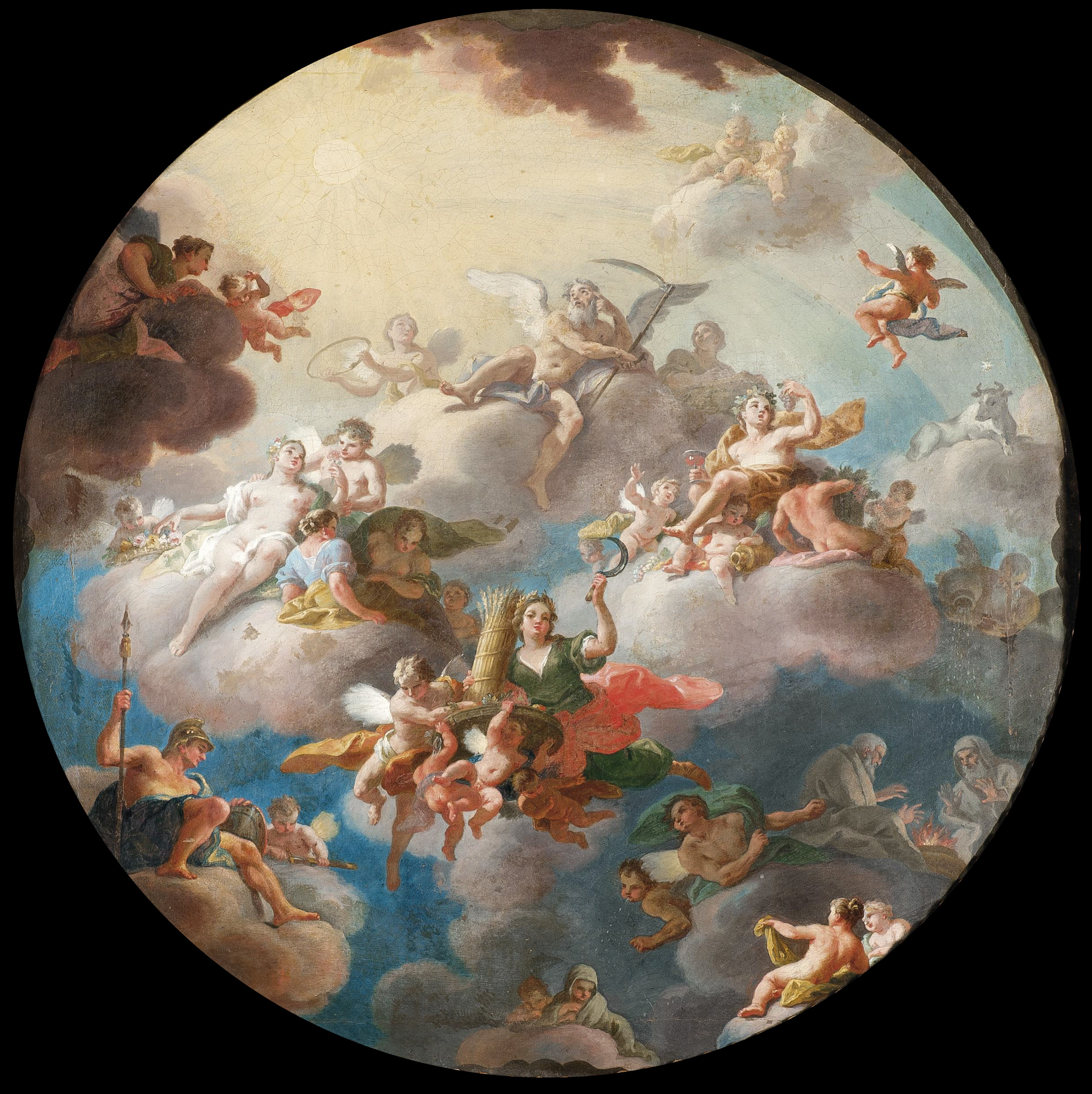
Daniel Gran, Allégorie des quatre saisons, au plus tard 1757
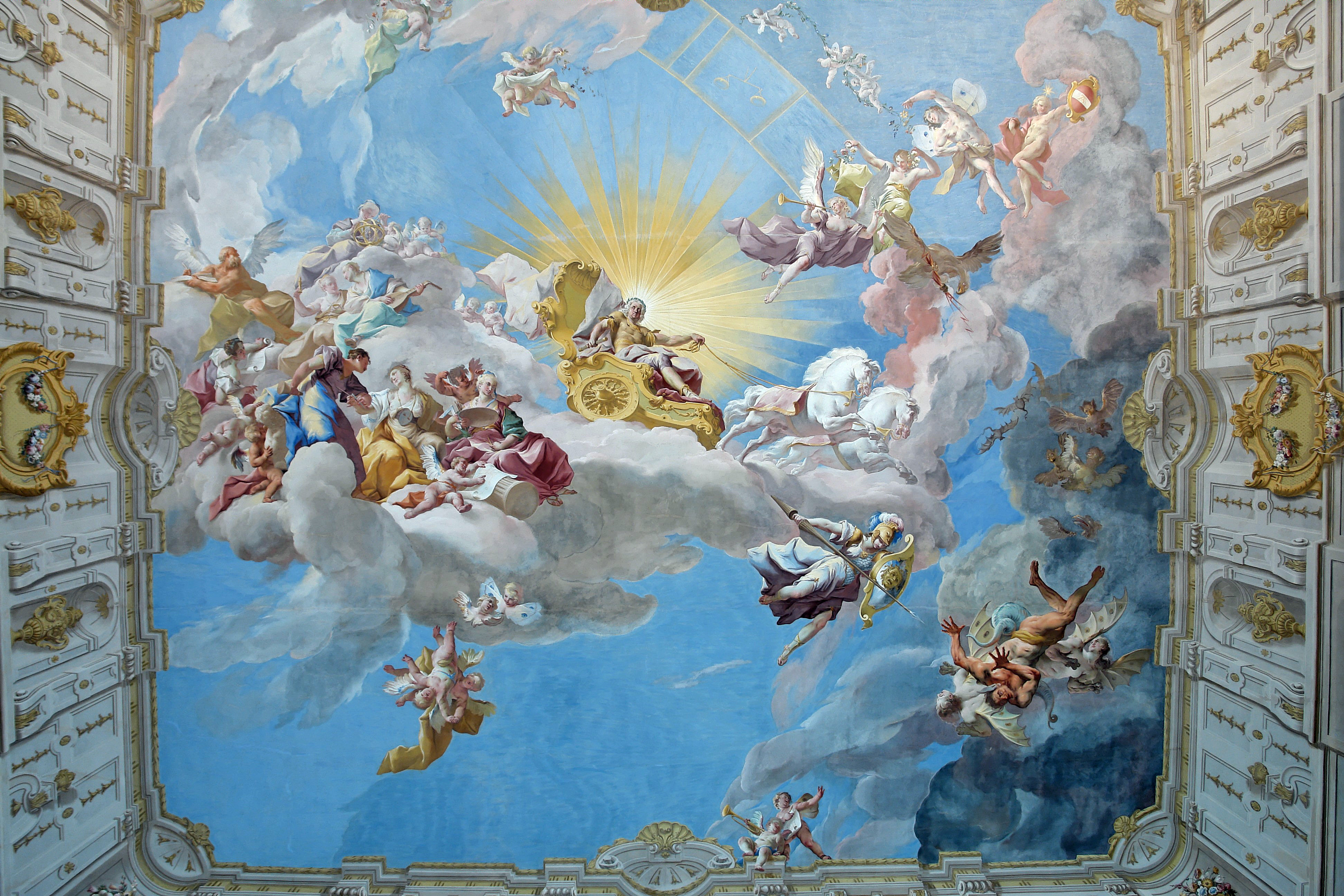
Paul Troger, Apothéose de Charles VI, 1739, abbaye de Göttweig
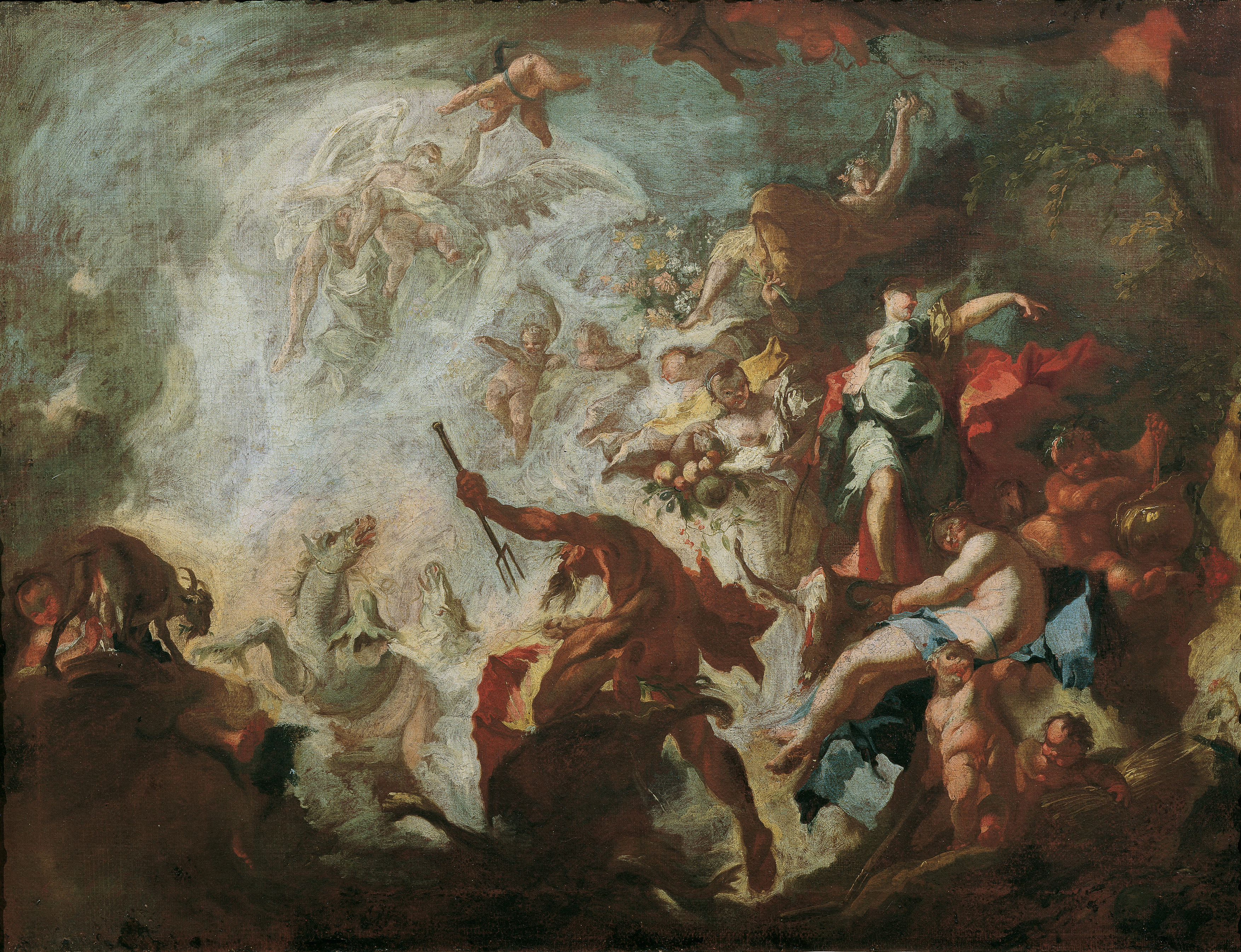
Franz Anton Maulbertsch, Allégorie de l'âge d'or, vers 1750-1755, Österreichische Galerie Belvedere

## Académies
La création d'académies est caractéristique de la période baroque. L'Accademia di San Luca est inaugurée à Rome en 1593, après que Giorgio Vasari ait institué l'académie du dessin de Florence en 1564. Dans ses statuts, la formation des artistes est fixée comme objectif principal. L'académie n'enseigne pas seulement de manière pratique, mais organise aussi des conférences et des débats sur les théories de l'art.
L'académie acquiert une grande influence dans la politique artistique car tous les marchés publics relevent désormais de son monopole. Parmi ses membres figurent également des artistes étrangers tels que Velázquez, Poussin et Claude Lorrain. L'académie de France à Rome est fondée en 1666 à l'instigation de Colbert en tant que branche de l'académie royale de peinture et de sculpture de Paris.

## Principaux peintres baroques
- Néerlandais : Rembrandt, Frans Hals, Jacob van Ruisdael, Johannes Vermeer, Jan Steen
- Espagnols : Francisco Ribalta (1565-1628), José de Ribera (1591-1652), Francisco de Zurbarán (1598-1664), Diego Velázquez (1599-1660), Alonso Cano (1601-1667), Bartolomé Esteban Murillo (1617-1682), Juan de Valdés Leal (1622-1690)
- Flamands : Pierre Paul Rubens, Antoine Van Dyck, Jacob Jordaens, Jan Brueghel l'Ancien, Frans Snyders, David Teniers le Jeune
- Français : Trophime Bigot (1579-1650), Valentin de Boulogne (1591-1632), Hyacinthe Rigaud (1659-1743), Simon Vouet (1590-1649), Nicolas Tournier (1590-1639), les trois frères Le Nain, Antoine, Louis et Mathieu
- Italiens : Gian Lorenzo Bernini (1598-1680, dit Le Bernin, surnommé « le second Michel Ange »), Simone Cantarini (1612-1648), Caravage (1571-1610), Guercino (1591-1666), Annibale Carracci (1560-1609), son frère Agostino Carracci et leur cousin Lodovico Carracci, Orazio Gentileschi (1563-1639), Artemisia Gentileschi (1592-1652/53), Cesare Dandini (1596-1657), Pierre de Cortone (1597-1669) qui est considéré comme le premier représentant authentique du nouveau style et dont L'Enlèvement des Sabines, peint en 1630, est jugé comme le premier « manifeste » de la peinture baroque[26].
- Lorrains : Claude Lorrain (1600-1682), Georges de La Tour (1590-1652)
- Portugais : Josefa de Óbidos (1630-1684)